# The Hardest Day
The Hardest Day (Ziua cea mai grea) este numele care a fost atribuit unei bătălii aeriene a celui de-al Doilea Război Mondial din timpul Bătăliei Angliei, care a avut loc pe 18 august 1940 și care a implicat Luftwaffe și Royal Air Force (RAF).
În iunie 1940 Aliații fuseseră înfrânți în Europa Occidentală și Scandinavia. În loc să cadă la înțelegere cu Germania Nazistă, britanicii au ales să respingă orice propunere de negociere ceea ce l-a făcut pe Adolf Hitler să ordone conceperea unor planuri pentru invadarea Regatului Unit de către Wehrmacht – Weisung Nr. 16 über die Vorbereitung einer Landungsoperation gegen England (Directiva nr. 16 cu prinvire la pregătirile pentru operațiunea de debarcare împotriva Angliei).
Invazia a primit numele de cod Leul de Mare (Unternehmen Seelöwe). Mai înainte de începerea efectivă a invaziei terestre, germanii aveau nevoie de cucerirea supremației sau măcar a superiorității aeriene. Luftwaffe avea sarcina să distrugă RAF, care nu trebuia să mai aibă capacitatea să atace flota de invazie sau să sprijine Royal Navy. Hitler a ordonat Reichsmarschallului Hermann Göring și Oberkommando der Luftwaffe să înceapă pregătirile pentru o operațiune aeriană de amploare.
Principalul obiectiv al germanilor era distrugerea RAF Fighter Command. Distrugerea aviației de vânătoare britanice le-ar fi permis germanilor să cucerească superioritatea aeriană. În iulie 1940, Luftwaffe a declanșat operațiunea militară de distrugere a RAF. De-a lungul lunii iulie și la începutul lunii august, germanii au atacat convoaiele din Canalul Mânecii și, doar ocazional, aeroporturile RAF. Pe 13 august, germanii au declanșat un atac împotriva aeroporturilor RAF – Adlertag (Ziua Vulturului). Eșecurile înregistrate în timpul Zilei Vulturului nu i-au descurajat pe germani să continue raidurile împotriva infrastructurii RAF.
Pe 18 august 1940, Luftwaffe a făcut un efort de amploare pentru distrugerea Fighter Command. Luptele aeriene care au avut loc în această zi au fost printre cele mai mari ale acelor vremuri. Ambele tabere au suferit pierderi grele. Piloții britanici au obținut o victorie copleșitoare în luptele aeriene din acea zi, cu un raport de 2:1 al avioanelor doborâte. Germanii au reușit însă să distrugă la sol mai multe avioane RAF, dintre care cel puțin șase avioane de vânătoare, ceea ce a echilibrat într-un fel volumul pierderilor celor două tabere. După data de 18 august au mai avut loc numeroase lupte aeriene cu pierderi grele, dar pierderile suferite de cele două tabere în această zi au fost mai mari decât cele suferite de-a lungul oricărei alte zile din timpul campaniei, mai mari decât cele din 15 septembrie 1940 („Battle of Britain Day”), considerată apogeul campaniei. Din toate aceste motive, luptele aeriene din ziua de 18 august aveau să fie numite mai târziu The Hardest Day.

## Contextul general
Luftwaffe avea sarcina distrugerii Comandamentului Aviației de Vânătoare (Fighter Command). OKL a sperat ca prin distrugerea aviației de vânătoare britanice, germanii îi vor putea determina pe liderii politici de la Londra să accepte începerea de negocieri, și să nu mai fie nevoie operațiunea riscantă de invadarea a Regatului Unit, Operațiunea Leul de Mare. Superioritatea navală copleșitoare britanică făcea ca traversarea Canalului Mânecii de către flota de invazie să fie foarte periculoasă, chiar și în condițiile supremației aeriene germane. Mai mult chiar, pierderile suferite de aviația germană în timpul campaniei din primăvara anului 1940, slăbiseră în mod considerabil Luftwaffe mai înainte de declanșarea Bătăliei Angliei, ceea ce a însemnat că germanii nu au fost capabili să declanșeze campania de distrugere a aviației de vânătoare engleze imediat ce a primit ordinele. Germanii au fost obligați să aștepte până când Luftwaffe a fost reechipată și încadrată cu piloți la un nivel acceptabil, mai înainte ca să poată fi capabilă să declanșeze atacul principal împotriva RAF în august 1940.
Până când Luftwaffe avea să fie gata să înceapă operațiunile împotriva țintelor de pe insulele britanice, aviația germană a început o ofensivă aeriană împotriva transporturilor navale din Canalul Mânecii. Raidurile germane au fost direcționate rareori împotriva aeroporturilor RAF din interiorul teritoriului britanic, în schimb au încurajat aviația RAF să se implice în luptele pentru apărarea convoaielor navale de transport din Canal. Aceste lupte s-au desfășurat între 10 iulie și 8 august 1940. Atacurile împotriva vaselor de transport britanice nu au înregistrat succese importante, fiind scufundate numai vase cu o capacitate de 24.500 GRT (69.335 m3). Lansarea de mine maritime din avioane s-a dovedit mai profitabilă, fiind scufundate vase cu o capacitate de transport de 38.000 t. Pierderile suferite Fighter Command au fost minime. Au fost uciși 74 de piloți de vânătoare și 48 au fost răniți în iulie, dar britanicii au reușit să crească efectivele la 1.429 de piloți până pe 3 august. Pe 3 august, efectivele mai trebuiau completate cu doar 124 de piloți. Cu toate acestea, atacurile germane i-a forțat pe britanici să oprească transporturile maritime prin Canal și să redirecționeze convoaiele spre porturile din nord-estul insulei. După obținerea acestui succes parțial, Luftwaffe a declanșat a doua fază a ofensivei aeriene, atacând aeroporturile RAF și instalațiile care sprijineau aviația britanică din interiorul teritoriului.
Primul raid aerian important împotriva aeroporturilor RAF a avut loc pe 12 august, iar amploarea acestor atacuri a crescut rapid. Germanii nu au reușit să obțină în timpul acestui raid un succes pe măsura eforturilor depuse. Cu toate acestea, planificatorii germani au sperat că atacurile vor aduce pierderi importante Fighter Command și au pregătit un al doilea atac general împotriva RAF pentru 13 august. Până pe 13 august, Luftwaffe ajunsese la o capacitate de luptă ridicată. După ce tehnicienii germani au reușit să îmbunătățească duratele de funcționare ale aparatelor de zbor, Luftwaffe a declanșat un atac amplu cu numele de cod Adlertag (Ziua Vulturului), la care a participat aproximativ 71% din numărul total al bombardierelor, 85% din unitățile de avioane Bf 109 și 83% din unitățile de avioane Bf 110. Evenimentele nu s-au desfășurat așa cum și-ar fi dorit germanii, care nu au reușit să distrugă Fighter Command, bazele sale sau sistemul de comandă al acestora. Acest eșec s-a datorat în cea mai mare parte incapacității serviciilor de informații de identificare a aeroporturilor Comandamentului Aviației de Vânătoare, confundate de multe ori cu aeroporturile Comandamentului Aviației de Bombardament sau ale Comandamentului Apărării de Coastă. În ciuda acestui eșec, germanii au continuat campania împotriva Fighter Command pe 15 august, când au pierdut 76 de avioane. Pierderile ridicate nu i-au împiedicat pe germani să organizeze pe 18 august un nou atac la scară mare împotriva bazelor RAF. Luna august a fost caracterizată printr-o continuă escaladare a luptelor aeriene, germanii făcând eforturi mari pentru anihilarea Fighter Command.

## Planul Luftwaffe

### Contextul general

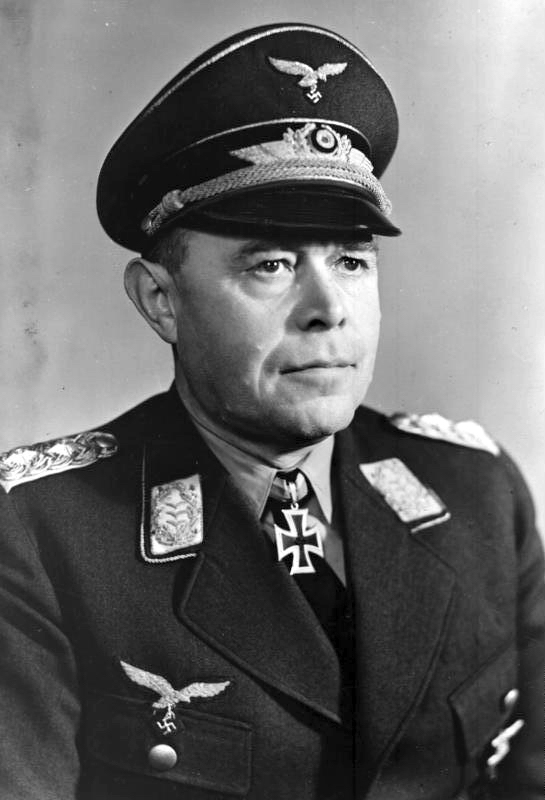
Albert Kesselring, comandantul Luftflotte 2

Serviciile de informații germane au sugerat că la 17 august 1940 forțele RAF au fost reduse până la cel mult 300 de avioane în stare de funcționare. Au fost luate în considerație victoriile revendicate de piloții germani și capacitatea estimată de înlocuire a aparatelor de zbor distruse a industriei aeronautice britanice. În realitate, britanicii dispuneau de 855 de avioane gata de luptă, 289 de avioane în rezervă și 84 în unitățile de instruire. Aceasta a însemnat că britanicii dispuneau de fapt de două ori mai multe avioane decât la începutul lunii iulie 1940. Luftwaffe, bazându-se pe informațiile eronate obținute, a pregătit o acțiune de amploare pe 18 august împotriva stațiilor de sectoare ale RAF.
Planul de atac al Luftwaffe era simplu. Bombardierele urmau să atace aeroporturile RAF situate în colțul de sud-est al Angliei. Cele mai importante aeroporturi din această regiune aflate sub comanda lui Keith Park și a Grupului RAF Nr. 11 erau RAF Kenley, Biggin Hill, Hornchurch, North Weald, Northolt, Tangmere și Debden. Primele cinci se aflau pe centura de apărare a Londrei Mari. Tangmere era în sud, lângă Chichester. Debden se afla în nord, lângă Saffron Walden. Fiecare dintre aceste aeroporturi găzduiau două-trei escadrile și aveau propriile lor camere operaționale. Din aceste camere operaționale erau dirijate în luptă și avioanele de luptă aflate pe aeroporturile satelit. Existau șase astfel de aeroporturi satelit – la Westhampnett, Croydon, Gravesend, Manston, Rochford și Martlesham Heath. Pe Manston și Martlesham Heath se aflau două escadrile, iar pe restul opera doar câte o escadrilă. Aeroportul Hawkinge, aflat în apropierea Folkestone. Niciunul dintre aceste ultime aeroporturi nu au fost vizate de atacul de pe 18 august.
În ciuda eșecului operațiunii Adlertag și a pierderilor ridicate de pe 15, 16 și 17 august, Kesselring l-a convins pe Göring să continue trimiterea de bombardiere însoțite de escorte puternice de avioane de vânătoare pentru distrugerea aeroporturilor britanice. Kesselring era de asemenea susținătorul folosirii tacticii vânătorii libere a avioanelor organizate în Jagdgeschwader (grupuri de escadrile). Avioanele de vânătoare cu un singur motor Messerschmitt Bf 109 urmau să fie trimise înaintea bombardierelor pentru forțarea aparatelor defensivei britanice să se implice în lupte aeriene de mare amploare care, cel puțin din punct de vedere teoretic, aveau să asigure distrugerea forțelor de apărare RAF. Kesselring și-a modificat de această dată metodele operaționale. După ce s-a sfătuit cu Hugo Sperrle, (comandantul Luftflotte 3 (Flota aeriană 3), el a ales să își concentreze eforturile împotriva unui număr redus de ținte. Astfel, stațiile de sector RAF Kenley, North Weald, Hornchurch și Biggin Hill au fost desemnate cele mai importante obiective.

### Țintele
Următoarele ținte au fost alese pentru atacul de pe 18 august 1940:
| \| Țintele pentru 18 august 1940 \| Țintele pentru 18 august 1940 \| \| Unitatea germană de bombardiere \| Ținta \| \| ------------------------------------------------ \| ------------------------------------------------------------- \| \| I./Kampfgeschwader 1 (KG 1) \| RAF Biggin Hill[22] \| \| III./Kampfgeschwader 53 (KG 53) \| RAF Kenley și RAF North Weald[23] \| \| I și II./Kampfgeschwader 54 (KG 54) \| Baza aeriană a marinei de la RAF Gosport[24][25] \| \| I., II. și III./Kampfgeschwader 76 (KG 76) \| RAF Kenley[26]/RAF Biggin Hill[27][28] \| \| I., II., și II./Sturzkampfgeschwader 77 (StG 77) \| Stația radar de la Poling / RAF Ford / RAF Thorney Island[29] \| \| Kampfgeschwader 2 (KG 2) \| RAF Hornchurch[30] \| \| II./Kampfgeschwader 27 (KG 27) \| Docurile din Liverpool [31] \| \| I./Sturzkampfgeschwader 3 \| RAF Gosport[32] \| |                                                           |
| Țintele pentru 18 august 1940 |                                                           |
| Unitatea germană de bombardiere | Ținta                                                     |
| I./Kampfgeschwader 1 (KG 1) | RAF Biggin Hill                                           |
| III./Kampfgeschwader 53 (KG 53) | RAF Kenley și RAF North Weald                             |
| I și II./Kampfgeschwader 54 (KG 54) | Baza aeriană a marinei de la RAF Gosport                  |
| I., II. și III./Kampfgeschwader 76 (KG 76) | RAF Kenley/RAF Biggin Hill                                |
| I., II., și II./Sturzkampfgeschwader 77 (StG 77) | Stația radar de la Poling / RAF Ford / RAF Thorney Island |
| Kampfgeschwader 2 (KG 2) | RAF Hornchurch                                            |
| II./Kampfgeschwader 27 (KG 27) | Docurile din Liverpool                                    |
| I./Sturzkampfgeschwader 3 | RAF Gosport                                               |

## Defensiva RAF

### Strategia și tactica inițială

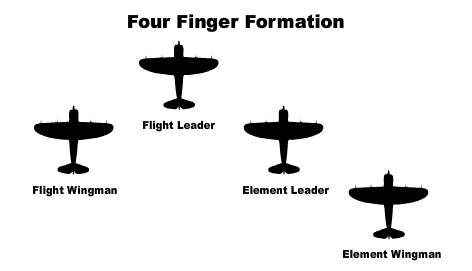
Formație „patru degete” a avioanelor de vânătoare germane.

Până la sfârșitul primăverii anului 1940, Fighter Command se pregătea de respingerea unui posibil atac aerian german venit doar din est. Posibilitatea înfrângerii Franței și a continuării războiului de unii singuri nu fusese luată în considerare de planificatorii britanici până la victoria germană din Europa Occidentală. Un atac aerian din Germania presupunea ca bombardierele Luftwaffe să fie obligate să opereze în afara razei de acțiune a avioanelor proprii de vânătoare, ceea ce le făcea vulnerabile la atacurile defensivei britanice. Chiar dacă ar fi fost folosite avioanele de vânătoare cu rază lungă de acțiune precum bimotorul Messerschmitt Bf 110, acestea ar fi fost obligate să lupte la limita lor de operare.
Britanicii nu credeau că avioanele rapide de vânătoare puteau să se angajeze în lupte aeriene. Efectele forței centrifuge asupra corpului uman puteau, în accepțiunea tacticienilor britanici, să împiedice implicarea avioanelor de vânătoare în luptele aeriene unu-la-unu. Principala amenințare la adresa avioanelor proprii de vânătoare era considerată a fi focul încrucișat al mitralierelor de pe bombardiere. Înainte de război, eficiența focului încrucișat al mitralierelor de pe bombardiere fusese supraevaluată de comandanții aviației militare britanice.
Această miopie a avut un impact negativ asupra eficacității tactice a RAF Fighter Command până în vara anului 1940. Hugh Dowding, comandantul Fighter Command, și planificatorii săi militari au luat în considerat bombardierele germane singura amenințare și au definit sisteme și tactici de luptă rigide, care foloseau formații fixe de avioane de luptă cu front strâns pentru lupta împotriva bombardierelor. Datorită faptului că focul încrucișat al bombardierelor era considerat extrem de periculos, piloții de vânătoare fuseseră antrenați să deschidă la rândul lor focul la distanță mare de țintă de 300–400 m și să degajeze spațiul de luptă fără să se apropie prea mult. Aceste tactici folosite de-a lungul a mai multor ani, s-au dovedit total ineficiente în condițiile luptelor aeriene din anul 1940 de pe cerul insulelor britanice.
Aceste tactici nu erau potrivite pentru lupta dintre avioanele de vânătoare. Constrânși să zboare în formații strânse, piloții RAF erau mai preocupați să își păstreze pozițiile fără să intre în coliziune cu colegii săi decât să fie atenți la manevrele inamicului. Aceste tactici îi făcea vulnerabili la atacurile surpriză ale avioanelor de vânătoare germane Bf 109 și Bf 110. Chiar și atunci când avioanele de vânătoare britanice interceptau bombardierele germane fără să fie ele însele interceptate, haosul luptelor aeriene moderne făcea imposibilă atacurile concentrate ale formațiilor rigide. Piloții erau obligați să țină prea mult seama de capacitățile defensive ale bombardierelor. Atacurile vânătorilor începeau și se terminau la mare distanță, iar distrugerile produse bombardierelor erau minore. Aceste greșeli tactice au devenit evidente în timpul luptelor din Belgia și Franța. În plus, pregătirea făcută în grabă a unor piloți a dus la apariția unor greutăți în învățarea de tactici noi, schimbate radical.
Formația de zbor în V⁠(en)[traduceți] a început să fie folosită din iunie, aceasta punând accentul pe acțiunea personală a piloților, încurajați să își caute inamicul, să îl atace și în același timp să evite să fie luat prin surprindere. Chiar și această nouă abordare era inferioară tacticii germane a formației de patru avioane.
Tacticile avioanelor de vânătoare germane erau mai flexibile. În timpul Războiului Civil Spaniol, Werner Mölders a conceptul un nou sistem de tactici pentru aviația de vânătoare. Prima schimbare a vizat folosirea unui număr mare de Bf 109 în misiuni de vânătoare liberă deasupra câmpului de luptă. În locul formației standard V, folosită de numeroase forțe aeriene ale vremii, germanii și-au grupat avioanele de vânătoare în Rotte – grup de două avioane în care un pilot conducea formația, iar un al doilea îl secunda la aproximativ 200 m în lateral. Zborul în această formație permitea celor doi să își acopere reciproc unghiurile moarte. Când un inamic ataca pe unul dintre membrii grupului, celălalt se muta în spatele lui pentru a-i susține defensiva. Mai multe Rotte formau un Schwarm (stol). Formația a fost în cele din urmă denumită Vierfingerschwarm („Finger-four” / „patru degete”). Ea oferea protecție maximă membrilor unui Schwarm, care se sprijineau reciproc în identificarea amenințărilor dar și a țintelor.

### C3: Comandă, comunicare, control
La nivel operațional, apărarea asigurată de aviația de vânătoare s-a dovedit mult mai sofisticată. Defensiva RAF se baza nu doar pe capacitatea de luptă a Fighter Command. La fel de importante ca „dinții” defensivei erau și „ochii și urechile” sale – un sistem complex care obținea informații și le livra în mod eficient „dinților” (aviația de vânătoare).
În vara anului 1940, rețeaua de radare locale de-a lungul țărmului Angliei și Scoției era capabilă să urmărească avioanele care se apropiau dinspre Europa continentală, cu excepția celor care zburau la altitudini foarte joase. Altitudinea cea mai propice pentru detectare era cea de 20.000 de picioare (6 km). Avioanele care zburau la această altitudine puteau fi detectate de la peste 100 mile depărtare (160 km). Identificarea era ajutată de sistemul IFF (Identification Friend or Foe) care distingea avioanele germane de cele britanice prin intermediul unui semnal radar specific.
Tehnologia radar a acelor vremuri nu asigura o identificare fără greșeală. Sistemul radar britanic avea dificultăți în detectarea formațiilor care zburau la mai mult de 25.000 de picioare (7,6 km) și nu putea oferi informații despre numărul aparatelor aflate în zbor. De asemenea, doar operatorii cu experiență puteau să identifice corect după câteva minute direcția de deplasare a formațiilor care zburau în zigzag. Stațiile radar urmăreau în majoritatea cazurilor spațiul aerian de deasupra mării, doar câteva fiind destinate și detectării avioanelor care se deplasau deasupra insulelor britanice. identificare și urmărirea avioanelor care intraseră deja în spațiul aerian britanic intrau în sarcina Royal Observer Corps. Zeci de mii de voluntari de-a lungul și latul Regatului Unit urmăreau formațiunile germane care zburau deasupra insulelor. Observatorii erau în legătură continuă cu aeroporturile de sector prin linii telefonice și transmiteau informațiile în timp real.

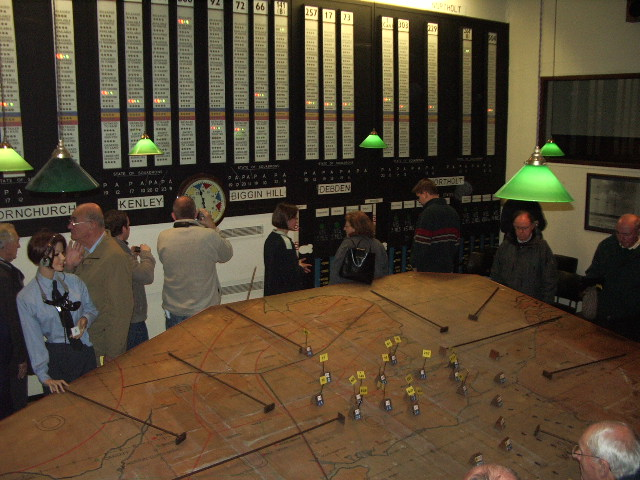
Camera operațională din buncherul Grupului nr. 11

Procesul de detectare și interceptare a raidurilor germane în desfășurarea era următorul:
- Radarele detectau avioanele inamice.
- Pozițiile avioanelor inamice detectate de radare erau comunicate prin telefon camerei „filtru” din cartierul general al Fighter Command, Stanmore Park.
- În camera „filtru”, pozițiile inamicilor erau comparate cu pozițiile cunoscute ale avioanelor de vânătoare RAF și cu informațiile sistemului IFF pentru evaluarea identității aparatelor aflate în zbor.
- Pozițiile aparatelor de zbor a căror identitate era neclară sau care erau declarate ca fiind a unor avioane ostile erau comunicate prin telefon camerelor operaționale ale grupurilor sau sectoarelor pentru poziționare pe hărțile de situație.
- Camera operațională ale grupului nr. 11 de pe aeroportul RAF Uxbridge păstra înregistrările stării fiecărui zbor neidentificat sau ostil, precum și starea escadrilelor RAF – în zbor, în luptă, la sol, în timpul alimentării cu muniție și combustibil etc.
- Controlorii de zbor din camerele operaționale de sector alegeau formațiile inamice pe care să le atace, numărul exact de escadrile și ruta de atac. De asemenea, de la acest nivel erau transmise ordinele către controlorii de zbor ai unităților satelit.
- Controlorii de zbor ai aeroporturilor satelit își direcționau escadrilele lor în zonele ordonate de controlorii de sector.
- Escadrilele erau desfășurate larg de-a lungul sud-estului Angliei pentru prevenirea infiltrărilor avioanelor inamice.
- Comandanții de escadrile erau responsabili de conducerea luptelor aeriene.

### Apărarea antiaeriană
Bazele RAF foloseau diferite mijloace de apărare antiaeriană în momentul atacului. Printre cele mai obișnuite se numărau bateriile de artilerie antiaeriană. În acel moment erau folosite trei tipuri de tunuri AA – de 4,5, 3,7 și 3 inch. Primele două erau tipuri moderne și care puteau atinge ținte la peste 26.000 de picioare (8 km) altitudine. Ultimul tip data din timpul primei conflagrații mondiale și putea fi folosit doar împotriva țintelor aeriene care zburau la maxim 14.000 ft (4,2 km). Bateriile antiaeriene erau organizate de obicei în grupuri de câte patru, tirul fiind coordonat cu ajutorul unui telemetru și al unui dispozitiv de predicție (de extrapolare) a traiectoriei. Telemetrele erau folosite la măsurarea vitezei și înălțimii, iar predictoarele pentru calcularea timpului de detonare a fuzibilului proiectilului de artilerie. Caracteristica proiectilelor de artilerie era aceea că, odată cu creșterea înălțimii la care explodau scădea eficiența și precizia tirului. Un proiectil care ar fi explodat la 10.000 de picioare era de două ori mai puțin precis iar unul la 15.000 de picioare era de patru ori mai puțin precis decât unul care ar fi vizat o țintă la 5.000 de picioare. De aceea, bombardierele germane foloseau rute de apropiere care să evite bateriile antiaeriene și zburau la înălțimi în jur de 15.000 picioare..
Cea mai mare concentrare a bateriilor de artilerie AA era în jurul Londrei și a estuarului Tamisei. Alte concentrări de artilerie AA se aflau în jurul orașelor-port Dover, Folkestone, Harwich, Ipswich, Portsmouth și Southampton.
Împotriva țintelor aeriene care zburau la joasă altitudine, britanicii foloseau tunul automat Bofors 40 mm, care avea o cadență de 120 de proiectile de 1 kg pe minut. Totuși, britanicii nu dispuneau de suficiente astfel de arme. De exemplu, pentru apărarea aeroporturilor RAF Kenley și Biggin Hill, apărarea antiaeriană ar fi avut nevoie de un număr dublu de tunuri automate, față de cele pe care le aveau în dotare. Pentru acoperirea necesarului de tunuri antiaeriene pentru înălțimi mici erau folosite piese de artilerie de 3 inch, vechi din 1918. Acestea erau capabile să tragă doar 15 proiectile pe minut.
Pe 18 august, pentru apărarea antiaeriană a aeroportului Kenley a fost folosit și un sistem neobișnuit de apărare antiaeriană – parașutele cu cabluri. Pe latura de nord a aeroportului se aflau instalații de lansare cu rachete a unor cabluri cu parașute atașate la capete. Erau lansate salve de câte nouă sau mai multe rachete de pe rampe aflate la o distanță de 18 m una de alta. Parașutele erau lansate la altitudine de 180 m, având atașate cabluri de oțel de 150 m lungime. Avioanele care atacau la altitudine mică ar fi intrat în această „perdea” de cabluri. În momentul în care cablul se agăța de avionul inamic, se deschidea o parașută la cel de-al doilea capăt al cablului, ceea ce făcea ca aparatul de zbor să fie de necontrolat. Acest dispozitiv a fost folosit pentru prima oară pe 18 august 1940. Pe lângă aceste parașute cu cabluri, au mai fost folosite baloane de baraj de care au fost atașate cabluri tăietoare, capabile să smulgă aripile bombardierelor.

## Luptele de la ora prânzului

### Concentrarea avioanelor germane

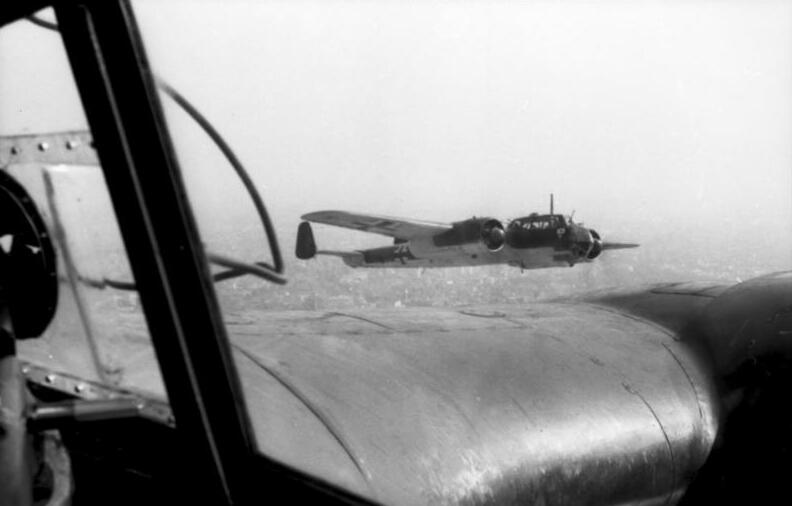
Bombardiere Do 17s în formație strânsă de zbor. Fotografia a fost luată de pe poziția pilotului.

În dimineața zilei de 18 august, condițiile de zbor erau ideale – cer fără nori și un soare strălucitor. Albert Kesselring, aflat la cartierul său general de la Bruxelles, a ordonat grupurilor aeriene ale Luftflotte 2 să declanșeze atacuri împotriva țintelor 1017 și 10118 din catalogul Luftwaffe: Biggin Hill și Kenley. Biggin Hill urma să fie atacat la joasă înălțime de 60 de bombardiere Heinkel He 111 decolate de pe aeroportul din Amiens. Obiectivul bombardierelor decolate de pe bazele din nordul Parisului era RAF Kenley. Kampfgeschwader (grupul de bombardiere) era format din 48 de aparate Dornier Do 17 și Junkers Ju 88. Forța care ataca Kenley era mai puțin numeroasă decât cea care avea ca obiectiv Biggin Hill, iar bombardierele Ju 88 și Do 17 transportau doar două treimi din încărcătura de bombe ale avioanelor He 111. Planificatorii militari consideraseră că bombardamentul la altitudine redusă a celui de-al doilea grup avea să compenseze puterea de foc mai redusă a acestuia. Escorta bombardierelor era asigurată de Jagdgeschwader 3 (grupul de vânătoare) (JG 3), Jagdgeschwader 26 (JG 26), Jagdgeschwader 51 (JG 51), Jagdgeschwader 52 (JG 52), Jagdgeschwader 54 (JG 54) și Zerstörergeschwader 26 (grupul de distrugătoare) (ZG 26). Grupurile de vânătoare urmau să execute operațiuni de escortă și vânătoare liberă decolând de pe aeroporturile din Pas-de-Calais.
Ambele aeroporturi britanice găzduiau camere operaționale de sector, de unde erau dirijate acțiunile avioanelor proprii de vânătoare. Aceste aeroporturi au fost selectate de planificatorii Luftwaffe datorită faptului că erau cele mai mari baze aeriene de pe care operau avioanele vânătoare RAF. Spionajul german nu avea informații însă că acolo funcționau camerele operaționale de sector. Aceste camere erau construcții supraterane și erau practic neprotejate împotriva bombardamentelor. Dacă ele ar fi fost distruse de bombe iar ocupanții lor uciși sau răniți, întregul sistem de control al zborului în regiune ar fi fost pus în dificultate.
Piloții 9 Staffel (escadrilei) din grupul de bombardiere 76 care operau de pe aeroportul Cormeilles-en-Vexin au fost instruiți într-o ședință scurtă de comandantul lor, căpitanul Joachim Roth. Escadrila urma să execute un raid la înălțime mică împotriva bazei aeriene Kenley, Roth fiind navigatorul avionului conducător. Unitatea obținuse rezultate remarcabile în Franța în timpul atacurilor la mică altitudine. Cele nouă bombardiere Do 17 trebuiau să traverseze Canalul Mânecii, să ajungă în dreptul țărmului britanic la Beachy Head. De aici, urmau să urmărească linia de cale ferată Brighton-Londra spre nord-est, spre zona în care se afla ținta raidului. Echipajele germane au primit ordinul să țintească în special clădirile și hangarele de la capătul sudic al aeroportului. Bombardierele Do 17 transportau douăzeci de bombe de 110 livre echipate cu fuzibile reglate pentru lansare de la 50 de picioare (15 m) sau mai mult. Echipajele acestor bombardiere executaseră până atunci misiuni de bombardament de la înălțimi de două ori mai mari, ceea ce făcea ca gradul de pericol să fie mult sporit pentru aparatele de zbor.
Atacul bombardierelor Do 17 urma să fie parte a unei mișcări duble de învăluire a aeroportului. Avioanele Ju 88s din II./KG 76 urmau să bombardeze în picaj clădirile și hangarele la început de la mare altitudine. Cinci minute mai târziu, 27 de bombardiere Do 17 din I./KG 76 și II./KG 76 urmau să execute un bombardament-covor de la mare altitudine pentru distrugerea pistelor și a terenurilor adiacente și scoaterea din luptă a apării terestre. 9 Staffel KG 76, unitatea de bombardament specializată pe atacuri la înălțime joasă, trebuia să încheie atacul distrugând clădirile care nu fuseseră distruse încă. Acest plan de atac era unul îndrăzneț și ingenios. Dacă ar fi fost dus la îndeplinire așa cum fusese plănuit, aeroportul Kenley ar fi fost complet distrus. Dacă bombardierele care acționau la mare înălțime aveau o escortă completă de avioane de vânătoare, bombardierele care atacau la altitudine joasă trebuiau să se strecoare fără să fie detectate și să evite interceptarea spre și dinspre obiectiv. Operațiunea trebuia să înceapă la ora 9:00, dar a trebuit să fie amânată datorită ceții dense care reducea vizibilitatea până la altitudinea de 4.000 de picioare (1.220 m).
În acest timp au avut loc mai multe lupte de hărțuială între avioanele de vânătoare RAF și avioanele germane de recunoaștere. Un avion Bf 110 din Lehrgeschwader 2 (LG 2) a fost doborât în timpul dimineții. La ora 11:00, formațiile grupului 1 (KG 1) au decolat și s-au îndreptat spre mare. Intrarea în formație a bombardierelor Do 17s și Ju 88 din KG 76 a fost mai dificilă. Bazele din regiunea Calais erau acoperite 80% de nori cu înălțimea între 6.500 – 10.000 picioare (1.980 – 3.048 m). În timpul în care bombardierele luau înălțime prin perdeaua de nori, formațiunea și-a pierdut coeziunea și piloții au pierdut timp prețios pentru reordonarea avioanelor. Aceste condiții au făcut ca bombardierele Do 17 din I./KG 76 și III./KG 76 le-au depășit pe Ju 88 din III./KG 76 Ju 88. Bombardierele Ju 88 trebuiau, conform planului, să atace cu un avans de cinci minute. Toate aceste disfuncționalități aveau să ducă la consecințe serioase pentru 9 Staffel KG 76.
În acest timp, 40 de avioane de vânătoare din III./JG 26 și JG 3 traversau strâmtoarea Dover urmărind curățarea căii de atac pentru bombardiere. În spatele acestora la aproximativ 25 mile (40 km) erau cele 27 de bombardiere Do 17 din I./KG 76 și III./KG 76, escortate de 20 de Bf 110, care aveau misiunea să atace RAF Kenley. La scurtă distanță de bombardierele Dornier erau Ju 88 din III./KG 76 escortate de Bf 109 din JG 51. Această formație trebuia să se afle la 15 mile (14 km) în fața următorului val. În urma lor se aflau bombardierele He 111 din KG 1, care trebuiau să atace Biggin Hill, escortate de 40 avioane Bf 109 din JG 54. Toate formațiile se deplasau cu o viteză de aproximativ 4 mile pe oră la o altitudine de 12.000 de picioare. La aproximativ 50 mile spre sud-vest, cele nouă bombardiere Do 17 din 9 Staffel se aflau la jumătatea distanței dintre Dieppe, Seine-Maritime și Beachy Head și încercau să se strecoare sub altitudinea de intercepție a radarelor britanice. În total, la raidul german participau 108 bombardiere și 150 de avioane de vânătoare.

### Poziționarea forțelor britanice
Britanicii țineau sub observație avioanele inamice care se îndreptau spre obiective, cu excepția bombardierelor care zburau la joasă altitudine din 9 Staffel. Radarele din regiunea Dover au identificat și raportat formarea valurilor de atac a bombardierelor din zona Pas-de-Calais. Această activitate a crescut în intensitate până la 12:45, când operatorii radar au identificat șase concentrări separate de bombardiere germane. Operatorii radar au apreciat forța raidului la aproximativ 350 de avioane, cu o treime mai mare decât efectivele reale.
Comandantul Grupului RAF Nr. 11 de pe aeroportul RAF Uxbridge, Keith Park, și controlorii săi de zbor au direcționat escadrila RAF 501 spre Canterbury la o altitudine de 20.000 ft (32 km). Aceste avioane se îndreptau inițial spre aeroportul RAF Gravesend, după ce decolaseră de pe aeroportul RAF Hawkinge, patrulaseră în spațiul aerian britanic. Primei escadrile li s-au mai adăugat două escadrile din Kenley, două din Biggin Hill și câte una din North Weald, Martlesham, Heath, Manston și Rochford.
În scurtă vreme, toate avioanele de vânătoare care urmau să participe la luptă se aflau în aer. Cinci escadrile RAF – No. 17, No. 54, No. 56, No. 65 și 501 – cu un total de 17 Supermarine Spitfire și 36 Hurricane au început patrularea în zona Canterbury-Margate pentru blocarea raidului inamic împotriva porturilor din Estuarul Tamisei și a aeroporturilor din nordul acestuia. Escadrilele RAF No. 32, No. 64, No. 601 și No. 615, cu 23 Spitfire și 27 Hurricane au ocupat poziții deasupra aeroporturilor Kenley și Biggin Hill. Raidul german urma să fie întâlnit de 97 de avioane de vânătoare RAF.
Park a păstrat la sol trei escadrile pe aeroportul RAF Tangmere pentru respingerea unui eventual atac dinspre sud, plus încă șase, care urmau să fie folosite acolo unde ar fi fost urgentă nevoie.

### Atacul9 StaffelKG 76 asupra aeroportului Kenley

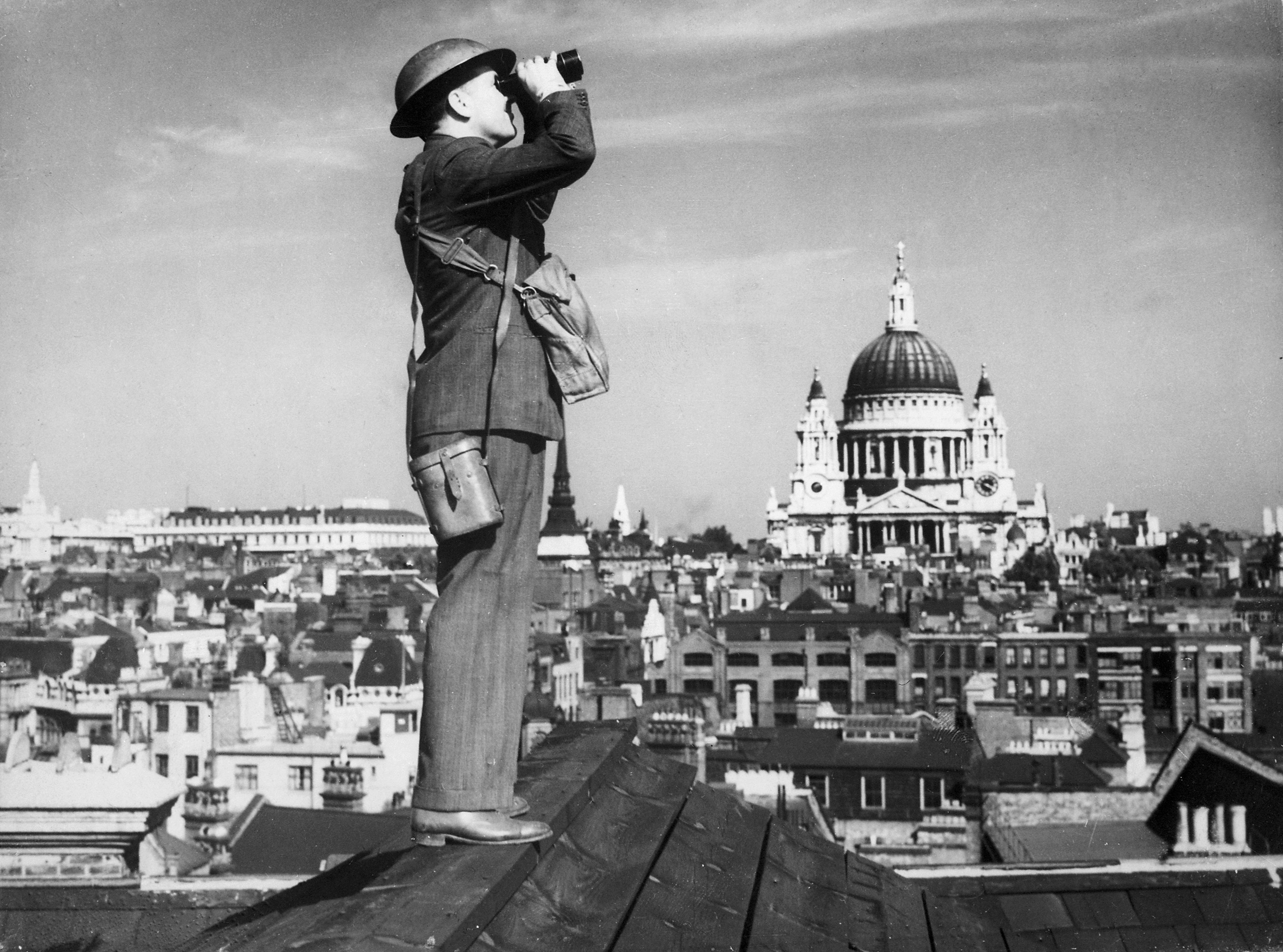
Observator aerian

În momentul intrării grupului lui Gerhard Schöpfel în spațiul aerian britanic, germanii au localizat avioanele de vânătoare RAF care zburau în formație „V”. Avioanele Hurricane ale escadrilei 501 zburau în spirale largi, piloții străduindu-se să ajungă la înălțimea de zbor ordonată. Avioanele RAF au fost atacate de Schöpfel, patru dintre ele fiind doborâte în numai două minute. Trei piloți britanici au fost răniți (Donald McKay, Kenneth Lee și F. Kozlowski) și un al patrulea ucis (J.W Bland). După ce Schöpfel s-a îndepărtat, ceilalți camarazi ai săi s-au angajat în lupte individuale cu piloții RAF, fără să obțină rezultate comparabile cu ale comandantului lor.
Bombardierele Do 17 și Ju 88 ale III./KG 76 au fost localizate și atacate de artileria antiaeriană în timpul zborului pe deasupra Doverului. Grupul s-a deplasat la mare distanță de Canterbury, evitând astfel interceptarea de către avioanele de vânătoare care patrulau pe linia Canterbury-Margate line. La ora 13:01, bombardierele au zburat prin dreptul orașului Ashford, înaintând nestânjeniți următoarele 40 de mile până Biggin Hill, unde erau așteptate de patru escadrile de vânătoare din defensiva aeroportului.
Când 9 Staffel a zburat în dreptul litoralului britanic, avioanele germane au fost atacate cu mitralierele antiaeriene aflate la bordul vaselor de patrulare ale Royal Navy, dar fără vreun rezultat. Observatorii aerieni ai postului K3 situat pe vârful Beach Head a descoperit bombardierele Dornier. Ei au anunțat imediat Cartierul general al Grupului de Observatori Regali de la Horsham stațiile aviației de vânătoare din sector, inclusiv aeroportul RAF Kenley. Comandantul stației de la Kenley, Thomas Prickman, a făcut o analiză a rutei urmate de bombardierele Dornier, care se deplasau la joasă înălțime. Cum direcția de zbor părea să fie spre vest, dar nu se putea face o previziune sigură, el și controlorii de zbor au hotărât ca escadrilele No. 64 și 615 să decoleze pentru contracararea unui atac inamic probabil la mare înălțime. Bombardierele germane au depășit Lewes până au ajuns deasupra linie de cale ferată Brighton-Londra. De aici, ele au schimbat direcția spre nord-vest.
Controlorii de zbor britanici au beneficiat de rapoartele rapide și corecte ale observatorilor aerieni și și-au dat seama că formațiile germane urmează să declanșeze un atac coordonat. Cele două escadrile care zburau la mare altitudine nu au putut fi dirijate la o înălțime de atac mai mică, iar alte avioane de vânătoare RAF nu au primit ordinul să atace 9 Staffel. La sol în zonă se mai afla doar cele 12 avioane Hurricane ale escadrilei 111. Deși nu era responsabilitatea lor, controlorii au preluat inițiativa și au ordonat tuturor avioanelor să decoleze. Chiar și cele care nu au primit ordinul de atac au trebuit să se deplaseze spre nord-est, pentru ca să evite distrugerea lor la sol.
Escadrila 111 a reușit să se plaseze pe poziții de luptă la 3.000 de picioare deasupra aeroportului Kenley. Ei și-au sporit astfel șansele să atace de sus bombardierele 9 Staffel. Controlorii de zbor de la Biggin Hill, la comanda comandantului de grup aerian Richard Grice, au acționat asemănător, cerând tuturor avioanelor de vânătoare să decoleze. La ora 13:10, bombardierele germane ajunseseră la 40 de mile de antenele stației radio de mare putere ale BBC de la Hatfield, Hertfordshire. În conformitate cu procedurile în vigoare, transmisia stației radio a BBC Home Service a fost oprită pentru ca să nu permită aviatorilor germani să folosească emisia pentru găsirea direcției de zbor. Roth, zburând în bombardierul Do 17 conducător al raidului, s-a orientat după liniile de cale ferată și a ajuns la Kenley dinspre sud. Bombardierele conduse de Roth ajunseseră la doar 6 mile (9,6 km) de obiectiv.

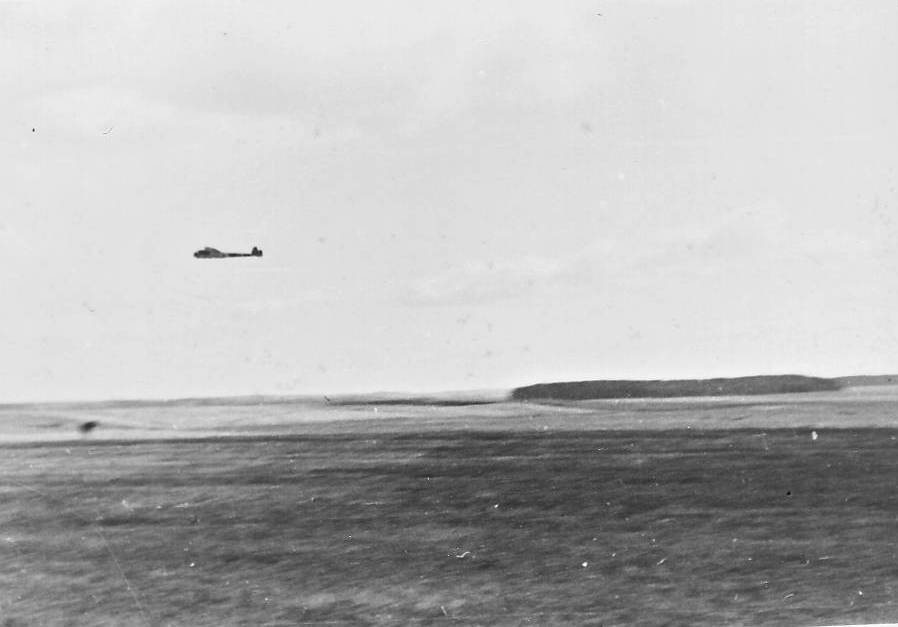
Un bombardier Do 17 zburând la joasă altitudine. Silueta zveltă a acestui bombardier le-a permis germanilor să execute bombardamente la altitudine mică în Franța. În plus, acest model era datorită formei subțiri și alungite o țintă greu de atins

Zborul la joasă înălțime a formației lui Joachim Roth a fost extrem de precis. Roth a reușit să își conducă formația până la o distanță de doar două minute de ținte fără să fie interceptat, zburând peste un teren inamic necunoscut, strict pe ruta planificată și conform graficului de zbor. Când au ajuns în apropierea aeroportului, piloții lui Roth au descoperit că nu se vedeau incendii sau semne ale distrugerii bombardamentului care ar fi trebuit deja să se fi încheiat. Ei se așteptaseră să atace un aeroport răvășit de bombe. Când bombardierele Do 17 au ajuns deasupra obiectivului, au fost întâmpinate de focul mitralierelor și tunurilor antiaeriene britanice.
O parte a avioanelor de vânătoare ale escadrilei 111 RAF au atacat bombardierele germane. Un avion britanic Hurricane a fost doborât imediat, nu se știe dacă de focul mitraliorilor germani sau a antiaerienei britanice, iar pilotul Stanley Connors a fost ucis. Restul avioanelor de vânătoare britanice s-au retras pentru ca să evite să devină victime ale propriei antiaeriene. Piloții de vânătoare RAF s-au retras spre estul aeroportului pentru ca să atace bombardierele în timp ce acestea încercau să ia înălțime după încheierea bombardamentului. În plin bombardament, doi piloți britanici de Hurricane din escadrila 615 au reușit să decoleze și să ia înălțime. La doar câteva minute de la începerea atacului, toate bombardierele Dornier erau atacate. Bombardierul pilotat de Johannes Petersen a zburat la o înălțime mai mare decât restul formației. A fost lovit și a luat foc, dar a continuat să zboare. Günter Unger a țintit un hangar și a lansat cele 20 de bombe de 50 kg, după care a fost nimerit de focul inamic, iar motorul din dreapta a luat foc. Mitraliorul Schumacher a apucat să vadă trei hangare distruse de bombele lui Unger. Dornier-ul pilotat de Unger a fost lovit mai apoi de un proiectil al antiaerienei, a luat foc și a început să piardă înălțime. Unger a fost mai apoi atacat de avionul de vânătoare pilotat de Harry Newton din escadrila nr. 111. Avionul RAF a fost respins de focul puternic al mitraliorilor de pe bombardier. Mai înainte ca să se parașuteze din avionul Hurricane distrus, Newton a mai tras o rafală asupra Dornierului. Avionul lui Unger a fost atins de proiectilele trase de Newton, dar a continuat să zboare. Bombardierul pilotat de Hermann Magin se pregătea să atace un hangar, când a fost atins de tirul antiaerienei și a fost ucis. Reacția rapidă a navigatorului de 28 de ani, Wilhelm-Friedrich Illg, a salvat echipajul. El a preluat controlul asupra aparatului, a luat înălțime pentru ca să scape de focul defensivei și a ordonat membrilor echipajului să se parașuteze.
În timp ce bombardierele erau în plin atac, soldatul D. Roberts aștepta la capătul nordic al aeroportului să lanseze rachetele cu cabluri. Trei bombardiere s-a îndreptat spre zona în care se afla Roberts, luând ușor înălțime. Când au intrat în raza de acțiune a dispozitivelor defensive, Roberts a lansat nouă rachete care tractau cabluri. Pilotul german Wilhelm Raab a văzut rachetele zburând și, deși nu înțelegea ce reprezintă ele, a încercat să le evite. Pentru că avionul Dornier se înclinase pe o parte, unul dintre cablurile care îi atinsese aripa a alunecat mai înainte ca parașuta aflată la partea inferioară să se deschidă. Pilotul german Petersen nu a fost la fel de norocos. Cu bombardierul incendiat deja de tirul artileriei, el nu a putut să evite cablul care i-a agățat o aripă și i-a provocat prăbușirea. Bombardierul Dornier 17 s-a prăbușit, iar echipajul a murit la impact. Oberleutnant Rudolf Lamberty (care preluase comanda după rănirea lui Roth) a reușit la rândul lui să evite cablurile, dar avionul pilotat de el fusese lovit deja în zona rezervoarelor de tirul britanic. Bombardierul a luat foc, iar Lamberty a reușit cu greu să păstreze controlul comenzilor. Rudolf Lamberty a fost doborât în cele din urmă de avioanele de vânătoare ale escadrilei nr. 111 la Leaves Green în Kent. Roth a murit, dar Lamberty a supraviețuit cu mai multe arsuri.
Dintre bombardierele care au reușit să scape de focul antiaerienei, de cablurile cu parașute și de atacurile avioanelor de vânătoare, două s-au prăbușit în mare, iar două au reușit să aterizeze forțat în Franța. Echipajele bombardierelor care s-au prăbușit în mare au fost salvate de vasele Kriegsmarine. Dintre cele nouă bombardiere Do 17, patru au fost pierdute, două au fost au fost avariate grav în timpul aterizării forțate, iar restul au fost avariate în mai mare sau mai mică măsură. Wilhelm-Friedrich Illg a fost decorat cu Crucea de Cavaler a Crucii de Fier pentru că l-a ajutat pe pilotul Hermann Magin să-și conducă avionul până la bază. Magin a murit la scurtă vreme după ce a aterizat datorită rănilor.
În timpul atacului, bombardierele din 9 Staffel au reușit distrugerea a trei hangare, au lovit diferite alte clădiri și au distrus la sol opt avioane Hurricane. Alte surse menționează zece hangare au fost distruse, șase avariate, camera operațională scoasă din uz și mai multe clădiri distruse. Rezultatele bombardamentului ar fi fost mai bune dacă bombele ar fi fost lansate de la o înălțime mai mare. Multe bombe au aterizat orizontal și nu au explodat la impact. Prin comparație, pentru obținerea unor rezultate similare, KG 76 a lansat nouă tone de bombe. La sfârșitul zilei, doar un hangar mai era operațional la Kenley. Atacul la altitudine mică efectuat asupra aeroportului l-a scos din funcțiune pentru două ore. În timpul luptelor, două avioane de vânătoare au fost doborâte de focul încrucișat al mitralierelor bombardierelor. În schimb, 9 Staffel a pierdut patru Do 17, trei au fost avariate ușor și două puternic avariate. După luptele din The Hardest Day, germanii au abandonat practica bombardamentelor la joasă altitudine.

### Atacul KG 1 și KG 76 asupra Kenley, Biggin Hill și West Malling

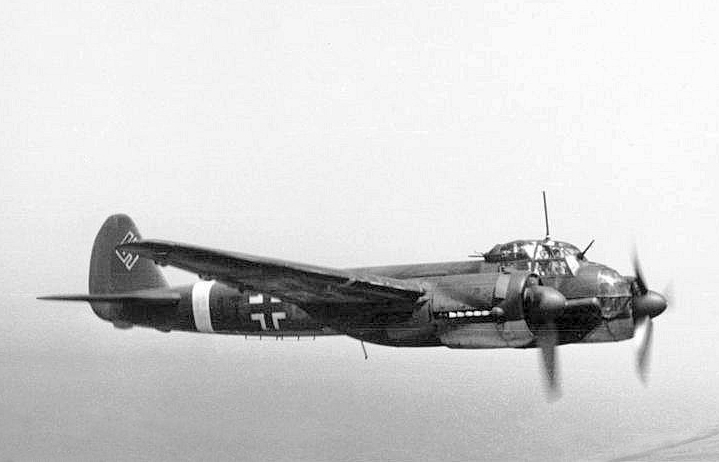
Bombardiere Junkers Ju 88

Escadrilele No. 610, 615 și 32 asigurau protecția spațiului aerian la Biggin Hill. Piloții britanici zburau la 25.000 de picioare (7,6 km) în așteptarea bombardierelor germane de mare altitudine. În schimb, avioanele germane de escortă Bf 109 din cadrul JG 3 zburau la o altitudine mai mare și i-au luat pe britanici prin surprindere. Aceste avioane asigurau protecția a 12 avioane Ju 88s și 27 de avioane Do 17s din cadrul KG 76. Germanii au reperat avioanele escadrilei RAF 615 și le-au atacat de sus în jos. Lothar Keller, Helmut Meckel și Helmut Landry au reușit să doboare fiecare câte un avion Hurricane. Dacă pentru escadrila 615 atacul a avut urmări dezastruoase, comandantul escadrilei 32, Michael Crossley, a atacat bombardierele din I. /KG 76 și III./KG 76 fără să fie împiedicat de avioanele germane de escortă.
Avioanele de vânătoare germane Bf 110 din ZG 26, care zburau în apropierea formației de bombardiere, au încercat fără succes să sprijine lupta JG 3 și să intercepteze avioanele RAF ale conduse de Crossleys. Crossley a condus un atac frontal și a doborât un bombardier Do 17 în vreme ce escadrila sa a mai avariat câteva bombardiere. Atacul RAF a fost atât de puternic, încât bombardierele au fost obligate să își schimbe direcția de zbor pentru evitarea focului britanic. Această manevră i-a făcut pe lansatorii de bombe să piardă țintele din vizor. Bombardierele Dornier ajunseseră deja prea aproape de ținte pentru ca piloții să mai poată să refacă formațiile de zbor, ratând astfel să își lanseze bombele. După ce au ratat țintele ordonate, piloții de bombardiere Dornier au hotărât să atace liniile de cale ferată din nordul și estul aeroportului. Unii piloți au continuat zborul pentru atacarea aeroportului RAF Croydon, aflat la 4,8 kn nord de Biggin Hill. Alte câteva s-au întors fără să lanseze bombele. Echipajele care au ales să atace căile ferate au văzut că precizia atacurilor de la mare înălțime (15.000 ft) asupra unor asemenea ținte este foarte redusă. Deși lansatorii țintiseră calea ferată, unele dintre bombe au căzut asupra unor case de locuit din zonă.
Crossley a încercat să mai atace odată bombardierele. De această dată, piloții germani ai avioanelor Bf 110 au reușit să se interpună între atacatorii din escadrila 32 și bombardiere. Un avion german de vânătoare a fost avariat, iar avionul britanic pilotat de locotenentul 'Humph' Russell a fost doborât, iar pilotul rănit. Câteva secunde mai târziu, 8 avioane de vânătoare Spitfire ale escadrilei 64 RAF comandată de Donald MacDonell au reintrat în luptă. Britanici au atacat în picaj bombardierele Dornier și unele dintre avioanele de vânătoare Bf 110. MacDonell a reușit să avarieze un avion de vânătoare. Pilotul german Proske a aterizat forțat și a fost luat prizonier. În aer au mai continuat pentru ceva timp lupte aeriene fără consecințe pentru vreuna dintre tabere.
Bombardierele Ju 88 a ajuns la Kenley și au găsit aeroportul acoperit cu o perdea de fum. Era imposibil pentru piloții germani să execute bombardamentul în picaj în acele condiții. Cum piloții de pe Ju 88 fuseseră informați că aeroportul Kenley fusese deja distrus de bombardamentul la joasă altitudine, ei au renunțat la atac și au încercat să găsească o altă țintă. În aceste momente germanii au fost atacați. Grupul de avioane Bf 109 comandat de Hannes Trautloft avea sarcina dificilă să apere bombardierele Ju88. După ce au depășit Biggin Hill în drumul lor spre RAF West Malling, formațiunea a intrat în raza de acțiune a artileriei antiaeriene. Un bombardier Ju 88 a fost lovit, iar Trautloft a preluat sarcina asigurării acestuia o protecție specială. După atacul antiaerienei, bombardierele au fost atacate de avioanele de vânătoare britanice Spitfires și Hurricanes. Un bombardier Ju 88 a fost doborât de Bolesław Własnowolski din escadrila 32. În momentul în care au ajuns în dreptul West Malling, bombardierele Ju 88 au atacat în picaj aeroportul, care era un obiectiv alternativ.
Între timp, bombardierele germane He 111 din KG 1 au avut cale liberă spre țintă. Luptele aeriene cu bombardierele din KG 76 atrăseseră patru-cinci escadrile RAF. Pentru respingerea KG 1, britanicii au trimis Escadrile Nr. 615 cu 15 avioane Spitfire. Bombardierele He 111, care zburau în formații etajate între 12.000 și 15.000 ft, erau escortate de o formație puternică de avioane de vânătoare Bf 109, care au reușit să respingă cu succes atacurile vânătorilor RAF. Membrii echipajelor bombardierelor germane au remarcat atacul slab al RAF și au tras concluzia că escadrilele de vânătoare britanice sunt epuizate. Pe aeroportul Biggin Hill, cea mai mare parte a personalului de la sol a avut timp să se adăpostească înainte de declanșarea bombardamentului german. KG 1 a pierdut doar un singur bombardier He 111, un al doilea fiind doar ușor avariat, dar nu și-a îndeplinit misiunea, nereușind să distrugă aeroportul Biggin Hill

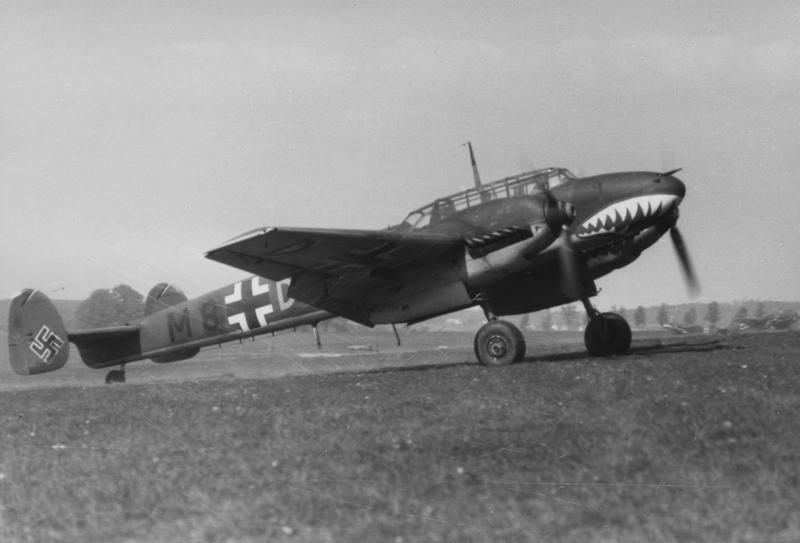
Avionul de vânătoare Messerschmitt Bf 110.

Până în acel moment, avioanele de vânătoare germane luptaseră bine, dar urma cea mai dificilă parte a operațiunii – revenirea la baze și înfrângerea opoziției britanice. Avioanele de vânătoare germane aveau în acel moment rezerve limitate de combustibil și nu mai puteau asigura în mod corespunzător protecția bombardierelor. Bombardierele avariate, rătăcite și rămase în urma formațiunilor principale puteau deveni o țintă ușoară, dacă erau găsite de piloții RAF. În jurul orei 13:30, cele patru formațiuni de bombardiere participante la raid se îndepărtau de obiective în direcții diferite. 9 Staffel se îndrepta spre sud, spre Beachy Head. KG 1 își finaliza atacul în timp de avioanele Spitfire din escadrila 610 erau ținute la respect de Bf 109 din JG 54. Bombardierele Ju 88 din KG 76 atacaseră aeroportul West Malling, iar escortele lor încercau să respingă atacul escadrilelor RAF 32, 64, 501 și 615. Bombardierele Dornier se îndreptau spre baze, încercând să reziste atacurilor avioanelor britanice din escadrilele 32, 64 și 615. Mai spre est, escadrilele RAF 1, 17, 54, 56 și 266 cu un total de 23 avioane Spitfire și 36 Hurricane se poziționau pentru interceptarea bombardierelor în drumul lor de retragere la baze.
Controlori de zbor RAF au trebuit să facă față unor probleme deosebite. Ceața deasă i-a împiedicat pe observatorii aerieni să identifice rutele de deplasare ale formațiunilor germane. O forță concentrată a vânătorilor RAF ar fi trebuit să intercepteze principalele formațiuni germane și să le provoace pierderi grele. Ceața le-a permis însă germanilor să se strecoare neidentificați, avioanele de vânătoare RAF patrulând în zadar în regiunea Cantenbury. În loc să aștepte un atac hotărâtor împotriva germanilor, comandantul Park a ordonat vânătorilor din subordine să se împrăștie în căutarea inamicului, pe care să îl atace atunci când l-ar întâlni.
Hotărârea luată de Park a fost una corectă. Avioanele de vânătoare germane Bf 110 din ZG 26 au fost descoperite de escadrila RAF 56 și au fost atacate fără întârziere. Într-o luptă scurtă dar intensă, germanii au pierdut cinci Bf 110, un al șaselea avion fiind avariat de atacul escadrilei 56. A urmat însă atacul asupra avioanelor germane efectuat de piloții escadrilelor 54 și 50. Alte două Messerschmitturi din ZG 26 au fost doborâte și două avariate. Escadrilele RAF nu au raportat pierderi în cursul acestor angajamente. Germanii au mai trebuit să facă față altor atacuri ale elementelor din escadrilele 151 și 46, care s-au alăturat mai târziu luptelor. În total, ZG 26 a pierdut 12 avioane, 7 dintre ele fiind avariate. Există surse care dau cifre mai ridicate – 13 - 15 Bf 110 distruse și șase avariate în acea zi. Indiferent de amploarea pierderilor, The Hardest Day a marcat începutul declinului operațiunilor avioanelor Bf 110. Practic, ritmul de producție a fost inferior celui al pierderilor.
Escadrila 266 a fost ultima care a fost implicată în luptele cu formațiunile germane. În timpul luptelor aeriene piloții din escadrila 266 au reușit să distrugă cinci Bf 109 – două din JG 26 și trei din JG 3. Alte trei Bf 109 au fost puternic avariate. Patru piloți germani au fost uciși, unul rănit, unul luat prizonier și unul a fost dat dispărut. Un pilot german a reușit să se întoarcă cu avionul avariat la bază, unde a aterizat forțat. Germanii au pierdut opt bombardiere, altele zece fiind avariate.
Și britanicii au avut pierderi la rândul lor. Escadrila 17 a pierdut un avion Hurricane, iar pilotul a fost ucis. Escadrila 32 a pierdut un Hurricane. Escadrila 65 a pierdut un Hurricane, pilotul fiind dat dispărut. Escadrila 111 a pierdut un Hurricane distrus la sol, un al doilea fiind doar avariat pe pistă, iar trei avioane au fost distruse în timpul luptelor aeriene. Toți piloții au reușit să se salveze. Escadrila 501 a suferit pierderi mai grele – cinci avioane Hurricane doborâte, doi piloți uciși și unul grav rănit. Escadrila 601 a pierdut două Hurricane, ambii piloți fiind uciși, în vreme ce escadrila 602 a pierdut trei Spitfire doborâte, unul avariat și un pilot rănit. Escadrila 615 a pierdut trei Hurricane, un pilot ucis și unul rănit. În plus, escadrila a pierdut în plus șase avioane Hurricane distruse la sold de raidul efectuat de 9 Staffel./KG 76. Pierderile escadrilei 615 sunt mai mici în alte surse – doar trei avioane distrus la sol pe aeroportul Kenley (P3158, P3487, R4186).
Deși atacul principal se încheiase, au mai avut loc lupte după ce Kesselring a trimis spre Anglia noi avioane de vânătoare Bf 109, care să protejeze bombardierele aflate în retragere. Escadrilele de vânătoare Jagdgeschwader 2 (JG 2) și Jagdgeschwader 27 (JG 27) au intrat în luptă cu avioanele de vânătoare RAF în dreptul insulei Wight în timp ce bombardierele germane părăseau spațiul aerian britanic. II./JG 2 a pierdut un Bf 109 distrus, un al doilea fiind avariat în luptele cu Hurricanele din escadrila RAF 601, un pilot fiind rănit și un al doilea fiind dat dispărut. JG 27 a pierdut șase Bf 109 în luptele cu escadrila RAF 85. Trei piloți au fost uciși, doi au fost declarați dispăruți și unul a fost salvat din apele Canalului Mânecii de un hidroavion Heinkel He 59.

## Operațiunile ample ale bombardierelor în picaj Junkers Ju 87

### Concentrarea forțelor germane
Hugo Sperrle a ordonat piloților săi din Luftflotte 3 să înceapă atacurile împotriva stațiilor radar și aeroporturilor din zona de sud a Angliei. Bombardierele în picaj au avut ca obiective aeroporturile RAF Ford, RAF Thorney Island și Gosport, toate aparținând Royal Navy sau apărării de coastă. Stația radar de la Poling, West Sussex, de lângă Littlehampton a fost un alt obiectiv al atacului bombardierelor în picaj.
După un raid de recunoaștere al unui avion Junkers Ju 86, analiștii germani au identificat aeroporturile ca fiind ale aviației de vânătoare. Zborul efectuat la mare altitudine și rezoluția scăzută a fotografiilor a dus la interpretarea greșită a siluetelor avioanelor aflate la sol. De fapt, nu era vorba de avioane de vânătoare. Pe aeroportul Gosport se afla o unitate de avioane torpiloare, iar Thorney Island găzduia escadrilele RAF 59 și 235 echipate cu bombardiere ușoare Bristol Blenheim ale apărării de coastă. Ford era o bază a aviației navale care găzduia escadrila 829 dotată cu biplane torpiloare Fairey Albacore. Aceste obiective au fost repartizate atacului Grupului de bombardiere în picaj 77 (StG 77 - Sturzkampfgeschwader 77), care urma să fie efectuat de 109 bombardiere Junkers Ju 87 Stuka. Acest atac avea să fie efectuat cu cel mai mare număr de Ju 87 care operaseră până atunci pe cerul britanic.
I./StG 77 urma să atace RAF Thorney Island cu 28 de avioane Ju 87, 28 de avioane II./StG 77 aveau desemnate ca obiectiv aeroportul Ford, iar 31 de avioane III./StG 77 Ju 87 trebuia să distrugă stația radar Poling. O a patra unitate, Sturzkampfgeschwader 3 (StG 3) urma să atace cu 22 de Ju 87 aeroportul Gosport. Avioanele de bombardament în picaj erau protejate de 157 de avioane de vânătoare Bf 109 (70 de JG 27 și 32 de JG 53, acționând ca escortă apropiată și 55 de JG 2 care urmau să atace în avans în mod independent zona Portsmouth). Avioanele Junkers Ju 87 Stuka își aveau bazele în jurul orașului Caen, la o distanță prea mare de obiective. De aceea, în dimineața atacului, Stukas au fost mutate pe aeroporturile din jurul orașului Cherbourg, pe malul Canalului Mânecii. Aici, bombardierele au fost alimentate, încărcate cu bombe iar echipajele au primit ultimele instrucțiuni.
La 13:29 au decolat primele Ju 87. Până la 13:45, toate formațiunile erau în zbor spre țintele aflate la aproximativ 135 km. Maiorul Helmut Bode conducea atacul III./StG 77 asupra stației radar de la Poling. El nu avea practic nici o informație cu privire la aspectele tehnice ale obiectivului atacului. El era urmat de căpitanul Alfons Orthofer care comanda II./StG 77 pentru atacul împotriva aeroportului Ford. În urma lor se afla căpitanul Herbert Meisel și III Gruppe care se îndrepta spre Thorney Island. Căpitanul Walter Seigel în fruntea I./StG 3 zbura pe flancul stâng spre Gosport. Fiecare bombardier Stuka era încărcat cu bombe de 550 livre (250 kg) sub fuzelaj și bombe de 11 livre (5 kg) sub aripi. Avioanele de escortă Bf 109 nu au decolat imediat. Distanța mare până la țintă și viteza redusă a bombardierelor Ju 87 presupunea că avioanele de vânătoare au suficient timp să ajungă din urmă Stukasurile.

### Răspunsul britanic

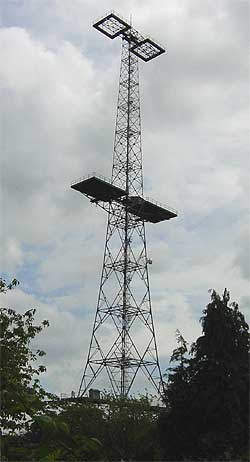
Turnul stației radar din Great Baddow.

La 13:59, stația radar Poling a identificat formațiunile germane și a raportat efective de aproximativ 80 de aparate de zbor. În spatele lor au fost identificate formațiuni de 9 până la 20 de avioane, considerate aparate de vânătoare. Analiștii britanici au considerat că Luftwaffe ataca cu 150 de avioane în total, o cifră de două ori mai mică decât în realitate. Grupurile RAF 10 și 11 au alertat unitățile din subordine și camerele operaționale de la Uxbridge și Box din Wiltshire. 
Grupurile No. 10 și 11 au ordonat decolarea unor noi escadrile pentru sprijinirea celor 11 Hurricane din escadrila No. 601 care erau deja în aer. Grupul 10 a trimis în luptă câte o escadrilă de pe aeroporturile RAF Middle Wallop, RAF Exeter și RAF Warmwell, iar Grupul 11 a trimis în luptă câte o escadrilă de pe aeroporturile RAF Tangmere și RAF Westhampnett. Ordinea de bătaie a RAF includea; nouă Hurricane a escadrilei No. 43 RAF, condusă de Frank Reginald Carey patrulând Thorney Island; escadrila No. 602 RAF protejată de Westhampnett cu 12 Spitfires; escadrila No. 152 RAF și 11 Spitfire patrulând spațiul aerian Portsmouth; escadrila No. 234 RAF cu 11 Spitfire deasupra insulelor Wight pentru a întâlni atacatorii; escadrila No. 213 RAF cu 12 Hurricane care s-au mutat la 80 de mile spre est de Exeter patrulând St. Catherine's Point. Escadrila No. 609 RAF și 12 Spitfire au rămas în rezervă lângă Middle Wallop pentru a întâlni orice mișcare neașteptată a germanilor.
Dat fiind că își pierduse avioanele de vânătoare de noapte Bristol Blenheim în raidul de pe 16 august, Tangmere a dispus ca două Hurricane din Fighter Interception Unit (FIU) care aveau în dotare radare să intre în acțiune. Paza de coastă RAF s-a alăturat de asemenea efortului de luptă ordonând decolarea escadrilei 235, dotată cu avioane Bristol Blenheim. Defensiva britanică se baza în special pe cele 68 de avioane de vânătoare Spitfire și Hurricane. În acel moment, raportul de forțe era de un avion de vânătoare RAF pentru fiecare patru bombardiere sau avioane de vânătoare germane, sau un avion RAF pentru fiecare două avioane de vânătoare germane. Chiar și după ce și-au dat seama de amploarea raidului, controlorii de zbor nu mai puteau să schimbe cu nimic situația. După atacurile asupra aeroporturilor Kenley și Biggin Hill, avioanele de vânătoare RAF erau în plin proces de reîncărcare cu muniție și realimentare cu benzină și nu au putut să participe la lupte.
În timp ce avioanele britanice se poziționau pentru lupte aeriene, vânătorii germani Bf 109 din JG 52, care erau parte a valului inițial de atac din fața bombardierelor, au identificat aparatele RAF la sol pe aeroportul RAF Manston. Douăsprezece Bf 109 din cadrul II./JG 52 conduse de căpitanul Wolfgang Ewald au atacat avioanele engleze în timp ce se alimentau. După două atacuri, germanii au distrus, conform rapoartelor de mai târziu, 10 avioane de vânătoare și trei Blenheim. De fapt, au fost distruse doar două Spitfire și un Hurricane ale escadrilei 266, iar șase Hurricane au fost avariate, dar erau reparabile.

### Atacul în picaj al avioanelor Ju 87
După ce avioanele Ju 87 au ajuns deasupra plajelor engleze, grupurile s-au separat funcție de obiectivele desemnate. În acel moment, la aproximativ 15 mile depărtare de Insula Wight, avioanele de vânătoare Bf 109 au ajuns din urmă bombardierele și au început să patruleze pentru asigurarea protecției grupurilor de Ju 87. Bode conducea III./StG 77 care urma să atace dinspre nord-vest cu vântul din față pentru a-și mări acuratețea bombardamentului. De obicei, Ju 87 atacau în linie de șir normală (cu avionul comandantului în frunte), dar Bode a ales să atace în grupuri mici de câte trei aparate, pentru ca să împartă focul artileriei antiaeriene britanice între mai multe ține. Pentru ca să prevină atacul antiaerienei britanice, piloții săi au deschis focul cu mitralierele de la bord în timp ce intraseră în picaj la un unghi de 80 de grade. Grupurile de Ju 87 au pierdut rapid altitudine, de la 13.000 ft până la 2.275 ft, înălțime de la care au lansat bombele.
Instalațiile radarului Poling au fost foarte grav afectate de bombardamentul extrem de precis. În timp ce stația radar Ventnor fusese deja scoasă din funcțiune, atacul bombardierelor în picaj a demonstrat că germanii erau capabili să lovească punctele de comandă ale Fighter Command și sistemele de control al zborului. Britanicii instalaseră echipamente pentru cazurile de urgență, dar citirea radarului și transmiterea informațiilor au fost mult mai puțin precise. Poling a fost de altfel atât de grav afectat, încât nu a mai putut fi folosit de-a lungul întregii luni august. Din fericire pentru britanici, ei dispuneau de o rețea de radare mobile, unul dintre acestea fiind pe Insula Wight. Un alt radar mobil avea să fie pus în funcțiune lângă stația Poling, lanțul de radare rămânând astfel în funcțiune. Până la urmă, distrugerile înregistrate la Kenley și Poling nu au făcut decât să îngreuneze, nu și să întrerupă munca lui Park și Dowding. Pentru identificarea țintelor pe ecranul radarului Poling, estimarea și transmiterea cu precizie a direcțiilor de deplasare a avioanelor sub bombele inamice, operatoarea Women's Auxiliary Air Force (WAAF) Joan-Avis Hearn a fost decorată pe 5 septembrie 1940 cu Military Medal.
În timp ce Bode ataca stația radar Poling, unitatea comandată de Alfons Orthofer ataca aeroportul Ford. Aeroportul dispunea doar de șase mitraliere antiaeriene Lewis, iar bombardierele Ju 87 au atacat fără să întâlnească o opoziție importantă. Bombele germane au distrus clădirile personalului, hangarele și magaziile și avioanele parcate pentru reparații și întreținere. Bombardierele germane au reușit să distrugă și rezervoarele de combustibil și depozitele de piese de schimb, ceea ce a produs explozii uriașe, ceea ce în final a dus la scoaterea din funcțiune a aeroportului. Aeroportul Gosport a fost atacat la rândul lui. Avioanele Ju 87 comandate de Siegel au reușit să producă distrugeri de proporții ale țintelor, în timpul atacului nefiind împiedicați în niciun fel de avioanele de vânătoare RAF.
În timp ce formațiile de Ju 87 atacau țintele de la sol, avioanele Spitfire din Escadrila No. 234 intraseră în luptă cu escorta germană formată din 25 de Bf 109 de sub comanda căpitanului Karl-Wolfgang Redlich. Britanicii au reușit să doboare trei Bf 109.

### Eșecul de proporții al StG 77

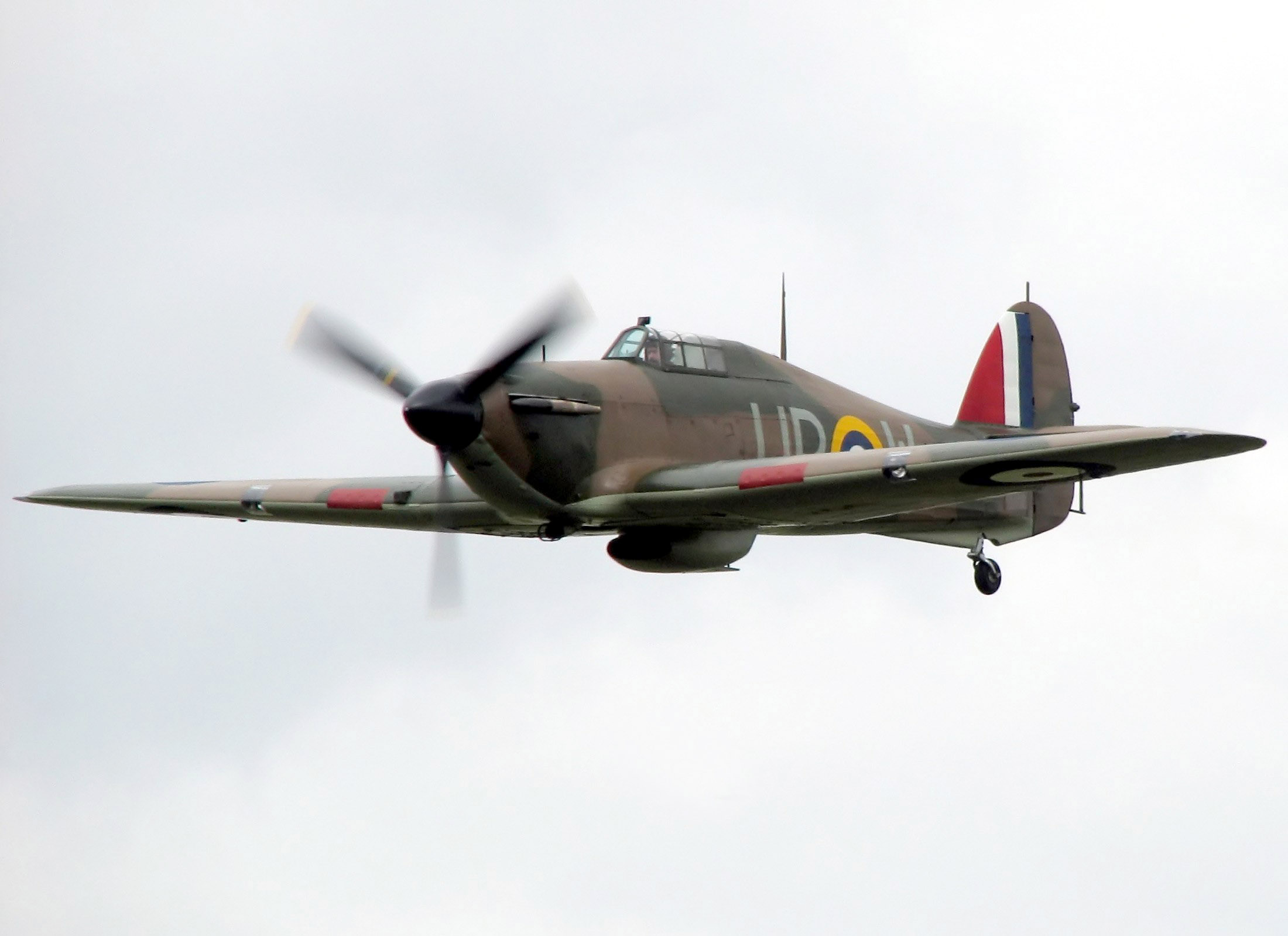
Hawker Hurricane, 1940.

În timp ce trei dintre cele patru grupuri de Ju 87 și-au atins obiectivele fără să fie interceptate, cele 28 de Stuka ale I./StG 77 au fost atacate de escadrile RAF 43 și 601 cu un total de 18 avioane Hurricane. Avioanele germane de escortă Bf 109 din cadrul II./JG 27 zburau la mare distanță și nu au putut opri vânătorii RAF să atace bombardierele Ju 87 înainte ca acestea să intre în picaj. În timpul luptei aeriene, trei Stuka au fost doborâte, iar un Hurricane a fost avariat. După o scurtă perioadă de timp, chiar și avioanele de escortă Bf 109 au devenit ținta atacurilor RAF și nu au reușit în continuare să asigure protecția camarazilor lor. În ciuda tuturor greutăților, unele echipaje germane au reușit să își lanseze bombele. Chiar în timpul bombardamentului, escadrila Nr. 235 Blenheims a decolat pentru a intra în luptă pentru apărarea aerodromului. Mai multe hangare au fost atinse de bombele germane. După ce au ieșit din luptele cu primele avioane RAF care le atacase, escortele Bf 109 au trebuit să facă fața unei forțe de aproximativ 300 de avioane britanice de vânătoare, care zburau în formații care se întindeau pe aproximativ 40 km, de la Gosport la Bognor Regis. Escadrilele No. 152 și 235 au intrat în luptă împotriva germanilor deasupra Insulei Thorney. Escadrila No. 602 a angajat lupta cu bombardierele Ju 87 care atacaseră Ford, dar piloții din III./JG 27 au reușit să doboare patru avioane Spitfire. Avioanele Spitfire din escadrila 234 și Hurricane din escadrila 213 au reușit să doboare câte un Bf 109.
Luptele aeriene au produs pierderi grele avioanelor de bombardament în picaj Ju 87. Lipsa protecției din partea I./StG 77 a dus la pierderea a 26 de membri ai echipajelor uciși, șase răniți și șase prizonieri, dintr-un total de 56 de oameni. Aceste pierderi au făcut ca numărul total al bombardierelor în picaj Ju 87 pierdute în această campanie să se ridice la 59 de aparate distruse și 33 avariate. Pierderile au fost greu de suportat de germani. Cu excepția unor atacuri sporadice din acel an împotriva unor convoaie navale, Stukasurile nu au mai jucat un rol important în Bătălia Angliei. Printre piloții morți s-a numărat Gruppenkommandeur Hauptmann Herbert Meisel.
Dintre avioanele de escortă Bf 109 ale JG 27 germanii au pierdut șase aparate. Doi piloți au fost salvați. Alte surse dau cifra de opt Bf 109 distruse. JG 27 a revendicat 14 victorii, dar se pare că această cifră este exagerată. Doar șapte aparate de zbor au fost în final acceptate de responsabilii Luftwaffe. Pierderile RAF în luptele aeriene s-au ridicat la cinci avioane de vânătoare distruse și patru avariate. Escadrila 43 a avut un avion Hurricane avariat, escadrila 152 Squadron a avut două Spitfire avariate, escadrila 601 a pierdut două Hurricane, escadrila 602 a pierdut trei Spitfire, iar un al treilea a fost avariat.

### Urmări
Distrugerile provocate la aeroportul Ford au fost uriașe. Brigada locală de pompieri a ajutat la stingerea incendiilor și a ajutat la evacuarea răniților și morților din stație. Pentru stingerea incendiilor a fost folosită în special spumă, deoarece principala conductă de apă fusese distrusă de bombe. Unele dintre mașinile de pompieri au folosit apa din rezervoare sau din șanțurile în care se acumulase apa din conducta spartă. Aeroportul Ford, spre deosebire de alte ținte atacate de germani, nu fusese avertizat corect cu privire la amploarea atacului și a suferit pierderi grele: 28 de morți și 75 de răniți. 14 avioane au fost distruse, iar alte 26 au fost avariate, dar au putut fi reparate. Hangarele, pompele și rezervoarele de ulei și benzină, două magazii, cantina și numeroase clădiri ale personalului au fost distruse.
La Gosport, au fost pierdute cinci avioane, iar alte cinci au fost avariate. Mai multe clădiri au fost distruse iar două hangare avariate. În schimb, nu au existat victime umane. Bombardamentul în picaj fusese precis, nefiind lansată nicio bombă în afara instalațiilor militare. De asemenea, au fost doborâte 10 baloane de baraj, iar alte două au fost avariate.
Atacul escadrilelor RAF Nr. 43 și 601 a dezorganizat raidul german împotriva Thorney Island, iar distrugerile provocate de bombardament nu au fost atât de grave. Două hangare și două clădiri au fost grav afectate. Trei avioane au fost distruse la sol. De asemenea, un al patrulea a fost avariat. Niciunul dintre membrii personalului aeroportului nu a fost rănit. În schimb, cinci civili au fost răniți când o bombă de 110 livre a lovit adăpostul lor antiaerian.
Pierderea stației radar cu rază lungă de acțiune de la Poling a provocat o serie de probleme. Lanțul de stații radar cu rază scurtă de acțiune a rămas în funcțiune și acoperea spațiul aerian până la limita uscatului britanic. De-a lungul liniei de coastă pe o distanță de aproximativ 115 km, alte șase stații radar cu rază lungă de acțiune asigurau interconectivitatea radarelor și acopereau toată zonele, fără să lase porțiuni nesupravegheate. Stația radar de la Poling a fost suplinită în doar câteva zile de unități radar mobile, montate în zona împădurită din apropiere.

## Reluarea luptelor

### Misiunile RAF pe cerul Franței
După al doilea atac au urmat mai multe ore de liniște. Piloții Grupurilor 10 și 11 și ai Luftflotte 2 și 3, extenuați după luptele grele, luaseră o pauză pentru refacere. Pe ambele maluri ale Canalului Mânecii, comandanții de unități au început să își caute înfrigurați echipajele care nu se mai întorseseră la baze, încercând să stabilească dacă cei lipsă la apel aterizaseră în siguranță sau se parașutaseră. În acest timp au fost evaluate pierderile, au fost îngrijiți răniții, s-au luat măsuri pentru identificarea celor morți. Tehnicienii au trecut la reînarmarea și alimentarea avioanelor pentru misiunile următoare.
În această perioadă, britanicii au trimis în misiune două bombardiere Bristol Blenheim din escadrila 114 să atace Frecamp și Dieppe. Misiunea a fost executată de la mare altitudine. La Frecamp nu s-au înregistrat distrugeri materiale sau pierderi umane și se pare că atacul de la Dieppe nici măcar nu a fost sesizat. Pe drumul de întoarcere, bombardierele s-au intersectat cu două avioane de recunoaștere Spitfire ale „Photographic Reconnaissance Unit” (PRU). Aceste aparate erau neînarmate, nu dispuneau de echipament radio și de orice alt echipament considerat neesențial pentru misiunile de recunoaștere. Avioanele erau echipate în schimb cu rezervoare suplimentare de combustibil. Pentru creșterea vitezei, avioanele erau acoperite cu o vopsea specială, iar suprafața era atent lustruită pentru reducerea frecării. Avioanele Spitfire erau în acele timpuri cele mai rapide aparate de zbor din dotarea britanicilor sau germanilor, fiind capabile să atingă 640 km/h. Misiunile lor se desfășurau la altitudini de peste 10.000 m și de cele mai multe ori zborul lor rămânea nedetectat. Ei au fotografiat porturile și aeroporturile și s-au întors la bază.

### Noile operațiuni germane
La ora 17:00, Luftwaffe era pregătită pentru un nou val de atacuri. Stațiile radar britanice nu identificau noi formații germane deasupra regiunilor Kent sau Pas-de-Calais. După ce atacaseră Biggin Hill și Kenley, Luftflotte 2 avea în plan să atace stațiile de sector RAF North Weald și RAF Hornchurch. 58 de bombardiere Do 17s din KG 2 au fost trimise să bombardeze Hornchurch și 51 de bombardiere He 111 din cadrul KG 53 au fost trimise să atace North Weald. Cele două formații de avioane trebuiau să traverseze zona litorală în același timp. Bombardierele He 111 urmau să intre în spațiul aerian britanic la Foulness iar bombardierele Dornier la Deal. Escorta era asigurată de 140 avioane de vânătoare Bf 109 Bf 110 din cadrul JG 3, JG 26, JG 51, JG 54 și ZG 26.
Operatorii de radar britanici au estimat corect puterea formațiilor germane la 250 de aparate de zbor. Pentru respingerea atacului, controlorii de la centrul Uxbridge au trimis în aer 13 escadrile. De la Watnall au mai fost trimise în misiune încă patru escadrile. În total, britanicii aveau în aer 47 de avioane 47 Spitfire și 97 Hurricane. Zece dintre avioanele de vânătoare RAF erau dotate cu tunuri de 20 mm.
Cele patru escadrile de la Watnall (No. 32, 54, 56 și 501) cu un total de 11 Spitfire și 33 Hurricane au luat poziție pe linia Margate-Canterbury, unde urmau să ia primele contact cu formațiunile inamice. Restul escadrilelor trebuiau să urce la mare altitudine și să patruleze deasupra și în jurul aeroporturilor, până când puteau fi clar identificate obiectivele inamicului.

### Raidul KG 53

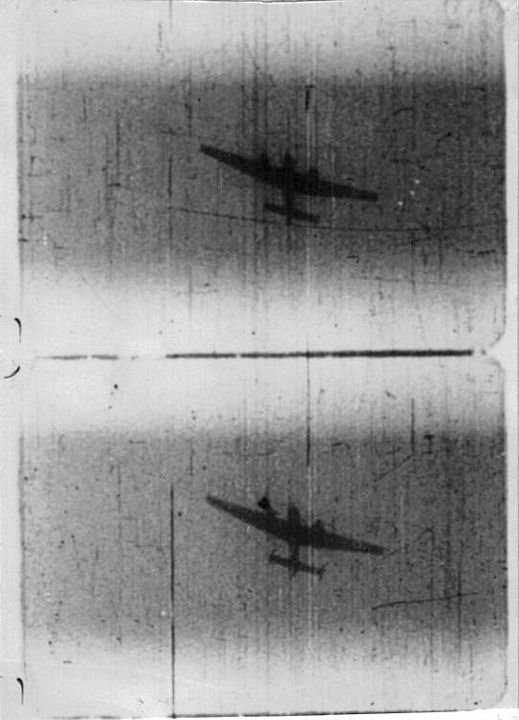
Avion german Messerschmitt Bf 110 atacat de un Spitfire britanic, fotografie luată de camera montată pe avionul RAF

KG 53 s-a apropiat de North Weald din răsărit, printre Maldon și Rochford. Cele 12 avioane Hurricane ale escadrilei 56 au atacat bombardierele, în vreme ce cele 12 Spitfire din escadrila 54 au angajat lupta cu escortele Bf 109 și Bf 110. În timpul luptelor, cel puțin un avion Bf 110 a fost doborât. Direcția atacului german nu era în acel moment prea clar pentru controlorii britanici de la sol. Cinci escadrile (No. 46, 85, 151, 257 și 310 cu 61 Hurricane) au fost repartizate să intercepteze bombardierele deasupra obiectivelor atacului sau, dacă se putea, mai înainte ca ele să ajungă la țintă. Până la ora 17:00, cerul de deasupra aeroportului North Weald la altitudinea de 5.000 ft (1.500 m) a fost treptat acoperit în proporție de 50% de nori stratocumulus. După doar o jumătate de oră, baza norilor coborâse la doar 3.500 ft (1.000 m). Liderii formațiilor de bombardiere germane și-a dat seama în scurtă vreme că nu aveau nicio șansă să lovească țintele printr-un atac de la 12.000 ft (3.650 m) în condițiile scăzute de vizibilitate. La ora 17:40, KG 53 a schimbat direcția de zbor și s-a îndreptat spre bază. Până în acel moment, KG 53 pierduse un singur bombardier în luptă cu vânătorii escadrilei 56. Pe drumul de întoarcere, 28 de Hurricane din escadrilele 46, 85 și 151 au luat poziție pentru un atac frontal, în vreme de 12 Hurricane din escadrila 256 au reușit să ajungă din urmă formațiunile germane.
Richard Milne din cadrul escadrilei 151 a doborât avionul pilotat de comandantul de grupă al II./KG 53, maiorul Reinhold Tamm. Bombardierul He 111 a explodat în aer, întreg echipajul fiind ucis. Avioanele de escortă germane Bf 109 au contraatacate, doborând la rândul lor două avioane Hurricane, un pilot fiind ucis, cel de-al doilea rănit. Escadrila 257 a intrat și ea în luptă. Unul dintre piloții săi a murit când a încercat să aterizeze forțat cu avionul avariat în lupta cu avioanele de escortă germane. A urmat atacul escadrilei 46, singura care făcea parte din Grupul 12. Cele 13 Hurricane ale escadrilei 85 au încercat să atace bombardierele, dar tentativa lor a fost blocată de escortele Bf 109 din cadrul ZG 26. Au avut loc mai multe lupte aeriene, fără rezultate notabile însă. Doar comandatul de escadrilă David Pemperton a reușit să doboare un Bf 109 din JG 3. Escadrila 85 a doborât un bombardier He 111, dar a pierdut un Hurricane dar pilotul, Paddy Hemmingway, a reușit să se parașuteze și a fost salvat din apele Canalului Mânecii. Un alt pilot, locotenentul Dick Lee, veteran al Bătăliei Franței, un as al aerului cu nouă victorii la activ, a fost declarat dispărut în misiune la sfârșitul zilei. El a fost văzut ultima oară urmărit de trei avioane germane de vânătoare. Trupul său nu a fost recuperat. Una dintre ultimele escadrile britanice care au mai continuat lupta (restul trebuind să se retragă la baze datorită terminării combustibilului și a muniției), a fost escadrila 54, al cărei comandant, Colin Falkland Gray, a reușit să mai doboare un Bf 110.
În vreme ce KG 53 se retrăgea spre mare, bombardierele germane și-au lansat încărcătura la întâmplare. Aproximativ 32 de bombe au căzut asupra orașului Shoeburyness. Au fost distruse două case, iar alte 20 au fost avariate. O bombă a căzut asupra unui adăpost antiaerian, ucigând doi soți. O bombă a lovit o cabină pentru pentru acari, ucigându-l pe acar. Mai multe bombe au lovit un câmp de instrucție al artileriei, fără să producă distrugeri. Cam 200 de bombe au căzut în mlaștinile și dunele din Shoeburyness. Acestea erau bombe cu explozie întârziate și au explodat la intervale neregulate de timp.
KG 53 pierduse doar patru bombardiere He 111 sau avariate. De asemenea, KG 53 a pierdut 12 membri ai echipajelor uciși, doi răniți și într-o primă fază, patru membri ai echipajelor care s-au parașutat și au fost luați prizonieri pe uscat. Alți cinci germani s-au parașutat și au fost salvați de vase britanice, ridicând numărul total al prizonierilor la nouă. Pierderile relativ scăzute ale grupului în fața atacurilor britanice s-au datorat în principal determinării în luptă a avioanelor de escortă din ZG 26. Această escadrilă de avioane grele de vânătoare a pierdut șapte Bf 110, alte șase fiind avariate.

### Raidul KG 2
Escadrila 501 a încercat să atace KG 2 deasupra orașului Herne Bay. Cele 15 avioane Hurricane ale RAF au fost blocate de escortele germane Bf 109. Avioanele RAF au fost la rândul lor atacați de germanii din II./JG 51. Un avion britanic a fost doborât și pilotul lui omorât. Britanicii au contraatacat și au doborând două Messerschmitturi. Unul dintre acestea era pilotat de Horst Tietzen, un as al aerului, care cu 20 de victorii ocupa în acel moment locul al patrulea în rândul celor mai de succes piloți de vânătoare ai Luftwaffe. În scurt timp a mai fost doborât un Bf 109, pilotul său de doar 22 de ani, Gerhard Mueller, fiind ucis. În urma atacului comun al piloților RAF Crossley, Karol Pniak și Alan a mai fost doborât un Bf 109. Pilotul, Walter Blume, a fost grav rănit, dar s-a parașutat și a fost luat prizonier de britanici. Sorții luptei s-au întors în scurt timp împotriva britanicilor, iar avioanele pilotate de Crossley (victorios în angajamentul anterior), de Grunne și Pearce au fost doborâte. Toți cei trei piloți au reușit să se salveze, dar Pearce și de Grunne au suferit arsuri destul de grave. Cu toate că avioanele RAF au obținut victorii împotriva Messerschmitturilor de escortă, bombardierele Dornier și-au continuat nestingherite zborul.
În timp ce bombardierele Dornier zburau pe deasupra Sheernessului, antiaeriana britanică a deschis focul pentru protejarea șantierului naval de la Chatham, Kent. Bombardierele au fost obligate să își desfășoare larg formația pentru evitarea pierderilor. Țintele propuse erau însă acoperite de nori, iar mai mulți comandanți de bombardiere au hotărât să se întoarcă la baze fără să își fi lansat încărcăturile explozive. Pe drumul de întoarcere, trei dintre acestea au lansat bombele asupra barăcile infanteriei marine de la Deal, Kent. Bombardierele s-au reîntors la baze fără să fi fost interceptate de RAF.

## Raidurile de noapte

### Germanii
Odată cu sosirea nopții, Luftwaffe a trimis bombardierele din KG 1, 2, 3, 27 și 53 să bombardeze ținte din Sheffield, Leeds, Hull, Colchester, Canvey Island, Manningtree și Sealand. Arhivele britanice menționează doar unele distrugeri în Sealand. Cele mai multe bombe au fost lansate asupra trenurilor agricole. Într-un incident izolat, un bombardier He111 din KG27 a atacat la miezul nopții o școală de pilotaj din Windrush, (Gloucestershire), chiar în timpul unui antrenament de noapte. Bombardierul german s-a ciocnit de avionul-școală britanic provocând moartea tuturor celor cinci aviator implicați în accident.

### Britanicii
În timp ce Luftwaffe ataca țintele din Anglia, 36 de bombardiere Bristol Blenheim din cadrul RAF Bomber Command au primit misiunea să atace aeroporturile inamice din Țările de Jos și Franța. Bombardierele britanice au înregistrat un singur succes, avarierea a două avioane de vânătoare Bf 109 pe aeroportul din Vlissingen.  În același timp, patru bombardiere medii Armstrong Whitworth Whitley au atacat uzinele FIAT din Torino (Italia), iar alte 20 de bombardiere britanice au atacat uzinele de aluminiu din Rheinfelden (Germia).

## Urmări

### Propagandă și exagerări
Revendicarea exagerată a victoriilor aeriene nu a fost ceva neobișnuit în epocă, fiecare tabără pretinzând că a doborât mai multe avioane decât în realitate. Pentru atacul de pe 18 august, propaganda britanică a pretins că au fost doborâte 144 de avioane germane, de două ori mai mult decât cifrele reale. Pe de altă parte, germanii au afirmat că au pierdut doar 36 de aparate de zbor, adică de două ori mai puțin decât arată cifrele reale (între 69 și 71 de avioane). Propaganda germană a pretins că au fost distruse 147 de avioane britanice, de două ori mai mult decât pierderile actuale. În același timp, britanicii au admis pierderea a doar 23 de avioane, cifra reală fiind de 67-68 aparate de zbor. Există surse care afirmă că RAF a pierdut doar 27-37 de avioane în timpul luptelor aeriene, cu 29 de avioane distruse la sol,, iar dintre toate acestea numai 8 avioane de vânătoare.
Siegfried Bethke, pilot de vânătoare german, avea să declare mai târziu că pierderile proprii erau mereu minimalizate, Înaltul Comandament German mințind tot timpul populația cu privire la amploarea pierderilor. După cu a afirmat Bethke, avioanele care se prăbușiseră în Canalul Mânecii nu au fost niciodată numărate în rapoartele oficiale. Unul dintre aparatele de zbor din unitatea sa fusese lovit de 88 de proiectile și a trebuit să fie demontat și trimis pe bucăți în Germania. Bethke consideră că acest aparat nu a fost trecut pe lista pierderilor.

### Misiuni și pierderi totale

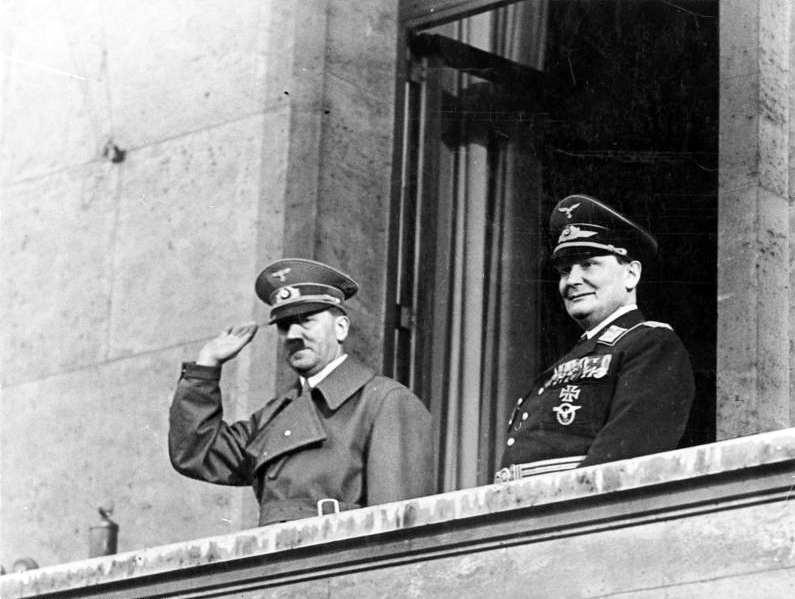
Hitler și Göring. Reichsmarschallul a devenit din ce în ce mai îngrijorat de amploarea pierderilor flotei de bombardiere.

În timpul zilei de 18 august 1940, unitățile Luftwaffe au efectuat 970 de misiuni deasupra teritoriului inamic: aproximativ 495 de bombardiere medii, 460 de avioane de luptă și 15 unități de recunoaștere. Dintre acestea, 170 de misiuni de bombardament au avut loc în timpul nopții de 17/18 august. Restul misiunilor au fost executate în timpul zilei de 18 august. Ceva mai puțin de jumătate dintre avioanele disponibile și funcționale Luftflotte 2 și Luftflotte 3 au fost implicate în acțiunile din acea zi. Luftwaffe nu a participat la capacitate maximă la atac. Luftflotte 5 nu a fost implicată în nici un fel în lupte, deși avioanele sale de recunoaștere au fost active în spațiul aerian englez și scoțian.
În total, Luftwaffe a pierdut între 69 și 71 de avioane distruse sau grav avariate ca urmare a luptelor din 18 august 1940. Dintre acestea, 59 au fost doborâte în mod aproape sigur de avioanele de vânătoare RAF, două au fost doborâte de focul artileriei antiaeriene, patru ca urmare a unor cauze combinate (tirurile avioanelor de vânătoare și a artileriei AA), iar unul s-a ciocnit cu un avion britanic de antrenament. Alte trei s-au prăbușit pe teritoriul controlat de Germania datorită diferitelor probleme tehnice. Per total, pierderile germane au reprezentat 7% din forțele participante la atac. Germanii au pierdut 94 de membri ai echipajelor uciși, 40 luați prizonieri și 25 de răniți. Între 27 și 31 de avioane germane, deși avariate, au reușit să se reîntoarcă și să aterizeze la baze.
Grava subestimate a capacității de reacție a Fighter Command de către planificatorii Luftwaffe a făcut ca răspunsul britanic să fie mult mai puternic decât se așteptaseră germanii. De-a lungul celor 24 de ore de lupte, Fighter Command a efectuat 927 de misiuni, doar cu puțin sub numărul misiunilor avioanelor germane. Doar 41 dintre ele au fost executate în timpul nopții, 28 în noaptea de 17/18 august și 13 în noapte următoare. Restul de 886 de misiuni au fost executate pe timp de zi de cele 861 avioane de vânătoare Spitfire, Hurricane, Defiant și Gladiator aflate în stare de funcționare.
Numărul de misiuni operaționale per avioane funcționale a variat însă de la o escadrilă la alta. Grupurile 12 și 13 din centrul și nordul țării, care numărau o treime dintre avioanele de vânătoare funcționale, au executat doar 129 de misiuni de zi, (adică 15% din total), și dintre acestea doar 3 au luat efectiv contactul cu inamicul. Grupul 11 a trimis în luptă o treime dintre avioanele sale funcționale, executând 600 de misiuni, adică mai mult de două treimi din numărul total de misiuni. Fiecare avion Spitfire sau Hurricane participant la lupte a executat în medie 1,7 misiuni operaționale. Escadrila 43 a executat cele mai multe misiuni – 63 de operațiuni, inclusiv primele cinci ale zilei.
Doar 403 din numărul total de misiuni (aproximativ 45%) ale Fighter Command au avut ca țintă cele trei raiduri importante ale bombardierelor germane. 56 de misiuni (peste 6%) au fost zboruri de patrulare pentru apărarea transporturilor maritime. Cea mai mare parte a restului de 427 de misiuni (aproximativ 49%) au avut ca obiective avioanele germane de recunoaștere. Britanicii au trimis împotriva a câte două avioane de recunoaștere germane câte o escadrilă de vânătoare. Numărul mare de avioane de vânătoare trimise în misiuni împotriva avioanelor de recunoaștere nu a fost o greșeală. Avioanele de recunoaștere germane au fost silite să zboare la altitudini mai mari, ceea ce a redus posibilitatea executării unor fotografii cu rezoluție ridicată. Germanii au fost astfel privați de informații prețioase. În timpul analizării fotografiilor, germanii nu au reușit să facă distincția dintre aeroporturile avioanelor de vânătoare, a celor de bombardament sau ale aviație navale. Rezultatul imediat a fost direcționarea atacurilor împotriva unor aeroporturi care nu erau folosite de Fighter Command.
Dintre cele 403 misiuni executate de Fighter Command, piloții RAF au luat contact în cazul a 320 de acțiuni, ceea ce înseamnă că 80% dintre avioanele de vânătoare au interceptat bombardierele.
Au fost distruse între 27 și 34 de avioane de vânătoare RAF. O sursă tehnică a dat cifra de 31 de aparate de zbor distruse sau avariate foarte grav. Dintre acestea, 25 de avioane au fost doborâte de vânătoarea germană, iar două de focul mitraliorilor de pe bombardiere. Un avion RAF a fost doborât din greșeală de focul antiaerienei britanice. Cauzele pierderilor restului de avioane nu au putut fi stabilite cu exactitate. Dintre avioanele doborâte, 26 au fost Hurricane și 5 au fost Spitfire. RAF a pierdut de asemenea 10 piloți uciși în luptă, un altul murind în spital datorită rănilor grave. 19 piloți au fost răniți, 11 dintre ei atât de serios că au fost scoși practic din luptă.
Britanicii au pierdut de asemenea opt avioane de vânătoare distruse la sol. Alte 28 de aparate de zbor de diferite tipuri au fost distruse la sol. În total, britanicii au pierdut 68 de avioane distruse sau avariate foarte grav, 17 dintre acestea fiind avioane de antrenament sau neoperaționale.

### Göring, Mölders și Galland
Göring și-a petrecut „Ziua cea mai grea” la Karinhall împreună cu doi dintre cei mai buni piloți de vânătoare, Werner Mölders și Adolf Galland. Cei doi au fost decorați cu Insigna de pilot-observator de aur cu diamante pentru rezultatele deosebite obținute în luptă. Göring s-a folosit însă de ocazie pentru ca să îi mustre pentru pierderile suferite de flota de bombardiere, pierderi puse pe seama lipsei de implicare a Jagdwaffe (aviația de vânătoare). După aceste critici, Göring a schimbat tonul și le-a oferit promovarea în funcția de Geschwaderkommodore (comandant de grup aerian). Această promovare a fost concepută de Göring pentru motivarea piloților tineri.
Pe 19 august, Göring a citit rapoartele cu privire la pierderile din ziua precedentă și, supărat din cauza rezultatelor raidurilor, a convocat o conferință a principalilor săi comandanți. Prin Directiva 17, Hitler ceruse explicit Luftwaffe să cucerească superioritatea aeriană cu pierderi minime și să rămână o forță aptă de luptă pentru sprijinirea plănuita invazie a Angliei (Unternehmen Seelöwe). Göring era conștient că Luftwaffe îi asigura o puternică bază politică. Un eșec al forțelor aeriene ar fi aruncat o pată asupra lui, dar o înfrângere de proporții i-ar fi ruinat cariera politică. Din această cauză, el a subliniat în fața comandanților săi necesitatea păstrării capacității de luptă a Luftwaffe. Principalul subiect al conferinței a fost asigurarea de către avioanele de vânătoare a unui grad sporit de protecție a bombardierelor. Comandanții aviației de vânătoare au susținut operațiunile de „măturare” a cerului efectuate mai înainte de atacurile bombardierelor. Alți comandanți au considerat că o combinație dintre acțiunile de „măturare” și asigurarea unei escorte apropiate bombardierelor ar fi mai eficiente pentru reducerea pierderilor. Göring a fost de acord cu această ultimă abordare. Cea mai importantă modificare făcută cu această ocazie a fost eliminarea vechilor Geschwaderkommodore în favoarea unor comandanți tineri și dinamici. După această dată, comandanții aveau să fie promovați din rândul piloților activi, care urmau să primească responsabilități pe baza experienței și rezultatelor în luptă, fără să se ia în considerație gradele, cu acordarea unei mari independențe în abordarea luptelor din punct de vedere tactic.
Göring a subliniat de asemenea necesitatea coordonării corespunzătoare a deplasării bombardierelor și avioanelor de vânătoare (care zburau cu viteze diferite). Bombardierelor cu rază lungă de acțiune le erau alocate direct anumite aeroporturi ale aviației de vânătoare, de pe care urmau să decoleze avioanele de escortă care trebuiau să le însoțească până la obiective. Göring a hotărât ca cele mai multe avioane de vânătoare să fie destinate operațiunilor de „măturare”, în vreme ce un număr mai mic de avioane de escortă trebuiau să păstreze un contact strâns cu bombardierele. Aceasta trebuia să fie din acel moment noua modalitate de cooperare tactică dintre forțele de vânătoare și cele de bombardiere.

### Urmări

Raza de acoperire a radarelor britanice. Acestea acopereau zone întinse din Marea Nordului, Canalul Mânecii, până în nordul Franței.

Selecția țintelor de către germani pentru atacurile aeriene a fost corectă din punct de vedere militar. Au existat patru obiective principale ale Luftwaffe pentru distrugerea Fighter Command: bombardarea aeroporturilor, distrugerea lanțului de comandă, distrugerea stațiilor radar și de a sistemului de control și atacarea fabricilor care produceau avioane de vânătoare.
Luftflotte 2 avea obiective bine determinate în această zi. Operațiunile împotriva aeroporturilor Kenley, Biggin Hill, North Weald și Hornchurch puteau să distrugă principalele stații de sector ale Grupului 11 și să îi submineze capacitatea de apărare. De asemenea, un alt obiectiv era atragerea avioanelor de vânătoare britanice în bătălii aeriene decisive. Atacul asupra aerodromului Kenley a eșuat, iar 9 Staffel KG 76 a suferit pierderi grele. Condițiile meteo nefavorabile au împiedicat atacurile asupra aeroporturilor Hornchurch și North Weald.
Pe de altă parte, Luftflotte 3 a suferit de pe urma informațiilor imprecise, iar raidurile împotriva stațiilor radar au fost ineficiente. Eliminarea stațiilor radar ar fi permis Luftwaffe să distrugă sistemul de comandă și control al Fighter Command, dar în ciuda distrugerilor ample provocate stației de la Poling, stațiile din apropiere au reușit să acopere în bună măsura zona de supraveghere. Aeroporturile Ford, Gosport și Thorney Island pe care Luftflotte 3 le-a atacat nu au avut nicio legătură cu obiectivul atacului, ele aparținând Pazei de Coastă și Marinei. Hugo Sperrle și statul lui major nu au avut până la terminarea atacului nu au aflat nici după terminarea raidurilor că informațiile de care dispuseseră și care fuseseră folosite la planificarea atacului erau greșite.
Abordarea tactică a Luftflotte 3 nu a fost nici ea una potrivită. Avioanele de escortă din StG 77 au fost împrăștiate pe un front prea lung de peste 45 km. Șansa a fost de partea britanicilor. Aproximativ o jumătate dintre avioanele de vânătoare RAF au luat contact cu bombardierele germane, cu rezultate dezastruoase pentru grupurile de Ju 87. Avioanele de escortă germane, care depășeau numeric cu o proporție de 2:1, au fost incapabile să asigure protecția unităților Stuka. Dacă escorta ar fi zburat mai aproape de propriile bombardiere, germanii ar fi avut șansa să distrugă mai multe avioane RAF în luptele aeriene, iar bombardierele în picaj ar fi putut să își îndeplinească mai bine misiunile.
În ciuda violenței bombardamentelor asupra aerodromurilor, un număr relativ redus de avioane britanice au fost distruse la sol. Rapoartele menționează doar două Spitfire și șase Hurricane distruse la sol. Principalul motiv al acestei rate reduse a distrugerilor a fost gradul ridicat al pregătirii de luptă diurnă a unităților RAF. Lanțul de comandă depindea de detectarea avioanelor inamice de către stațiile radar și Corpul observatorilor aerieni. Cum detectarea a fost foarte eficientă, avioanele au avut timp suficient să decoleze și să ocupe poziții favorabile de luptă. Succesul RAF în respingerea atacului bombardierelor Bf 109 asupra aerodromului Manston a fost datorat unei combinații de factori, în care norocul a avut un rol aparte, care nu au mai apărut deseori în timpul luptelor aeriene ale acestui război.
Atacurile împotriva aeroporturilor din această zi nu au reprezentat o amenințare reală la adresa RAF Fighter Command. Biggin Hill nu a fost scos din funcțiune niciodată în timpul Bătăliei Angliei, iar Kenley a putut fi folosit pentru doar două ore pe 18 august. Bombardierele medii germane erau trimise de obicei în valuri de câte 50 de avioane, fiind încărcate cu 60 – 85 t de bombe. Încărcătura lor explosivă nu era suficient de mare pentru distrugerea completă a unui aeroport militar. Chiar dacă au fost distruse hangare, ateliere și alte clădiri ale aeroporturilor, munca de întreținere și reparație a avioanelor putea fi făcută în aer liber pe timpul verii. În cazul aeroporturilor ale căror piste fuseseră avariate de bombardamente, unitățile RAF au fost dislocate pe alte aerodromuri sau au decolat și aterizat de pe piste improvizate. În plus, o serie de construcții de maximă importanță a unor aeroporturi fuseseră mutate în subteran. Camerele coordonatorilor de zbor au fost astfel de puncte vitale care au fost mutate în subteran, dar și în cazul aeroporturilor Kenley și Biggin, unde aceste camere funcționau la suprafață, bombardierele Luftwaffe au avut dificultăți în a le nimici, în ciuda faptului că poziția țintelor era bine cunoscută. Cablurile telefonice, vitale pentru transmiterea informațiilor, fuseseră îngropate adânc, ele putând fi distruse doar în cazul unor lovituri aeriene norocoase.
Atacarea și distrugerea lanțului de stații radar a fost de asemenea o sarcină greu de îndeplinit. Radarele erau vulnerabile la atacurile bombardierelor în picaj sau a bombardierelor care atacau la înălțime redusă, dar britanicii dispuneau de un număr de unități mobile, care puteau fi mutate pentru suplinirea celor scoase din funcțiune. Tehnicienii britanici au reușit să repare rapid stațiile radar afectate, acestea fiind repuse în funcțiune în doar câteva zile.
O ultimă opțiune a germanilor a fost atacarea fabricilor de producere a avioanelor, dar pe 18 august doar fabrica Spitfire din Southampton și cea Hawker din Surrey au intrat în raza de acțiune a bombardierelor protejate de avioane de escortă. Fără escorta asigurată de avioanele de vânătoare Bf 109, bombardierele ar fi suferit pierderi foarte grele în cazul unui atac diurn. Chiar și în cazul fabricilor aflate în zona de sud a Angliei, un atac cu șanse reale de succes ar fi necesitat o concentrare de bombardiere și avioane de escortă mai mare decât cea realizată în cursul zilei de 18 august.
Per ansamblu, fiecare tabără a suferit mai multe pierderi în această zi decât în oricare altă zi din timpul Bătăliei Angliei. Rezultatele luptelor nu au părut să fie în favoarea vreuneia dintre tabere. Pierderile au fost mai mari de partea germană, dar atât germanii cât și britanicii nu ar fi putut rezista unei asemenea rate a pierderilor în cazul unei lupte de uzură, desfășurată pentru o lungă perioadă de timp și cu aceeași intensitate. Istoricul Alfred Price afirmă:
Laurii victoriei pentru acțiunile zilei au mers la apărători. Obiectivul Luftwaffe a fost să elimine Fighter Command fără să sufere pierderi excesive în acest proces, dar a eșuat în această încercare. Atacatorii au pierdut cinci echipaje ucise, rănite sau luate prizoniere pentru fiecare pilot britanic pierdut. În ceea ce privește avioanele, acțiunea a costat Luftwaffe cinci bombardiere și avioane de vânătoare pentru fiecare trei Spitfire sau Hurricane distruse în aer sau la sol. Dacă bătălia ar fi continuat în același ritm, Luftwaffe ar fi nimicit Fighter Command, dar ar fi ajuns la rândul ei aproape de distrugerea totală în timpul acțiunii.